# 横浜スタジアム
横浜スタジアム（よこはまスタジアム）は、神奈川県横浜市中区の横浜公園内にある野球場。プロ野球・セントラル・リーグに所属する横浜DeNAベイスターズの本拠地（専用球場）として使用されている。ハマスタの愛称で知られる。

## 概要
1978年3月、老朽化した横浜公園平和野球場（よこはまこうえん・へいわやきゅうじょう、通称「平和球場」）の跡地に竣工。同年より、川崎球場（現：川崎富士見球技場）から移転した横浜大洋ホエールズ（現：横浜DeNAベイスターズ）の本拠地となったほか、神奈川大学野球連盟のリーグ戦や、全国高等学校野球選手権神奈川大会、横浜市長杯関東地区大学野球選手権大会（明治神宮野球大会出場決定戦）、社会人野球等、アマチュア野球の会場としても用いられる他に、アメリカンフットボールの会場としてもしばしば利用されている。高校野球夏の大会では、開会式のほか1回戦から使用され、準々決勝以降は保土ケ谷球場に替わりメインスタジアムとなる。
土地は国有地で、施設は横浜市が所有し、市などの出資による第三セクター・株式会社横浜スタジアムが運営管理を行っている。どんぶりを傾けたような外観と、横浜のイニシャル“Y”を模した逆三角形の6基の照明塔が特徴である。2003年からロングパイル人工芝「フィールド・ターフ」を日本の屋外球場では初めて採用した。
1978年の落成時には日本のプロ野球本拠地球場の中で両翼までの距離が最も長い球場であったが、翌年開場の西武ライオンズ球場をはじめとして以降に新設された球場は全てより長く当球場より古い球場も拡張された結果、広島市民球場からMAZDA Zoom-Zoom スタジアム広島への移転があった2009年以降、逆に距離が最も短い球場となっている。
神奈川県および横浜市をはじめとした県内の自治体、および神奈川新聞などの地元マスメディアでは、面積や体積を換算する慣用単位として「横浜スタジアム○個分」という表現を用いる場合がある。

## 管理・運用者

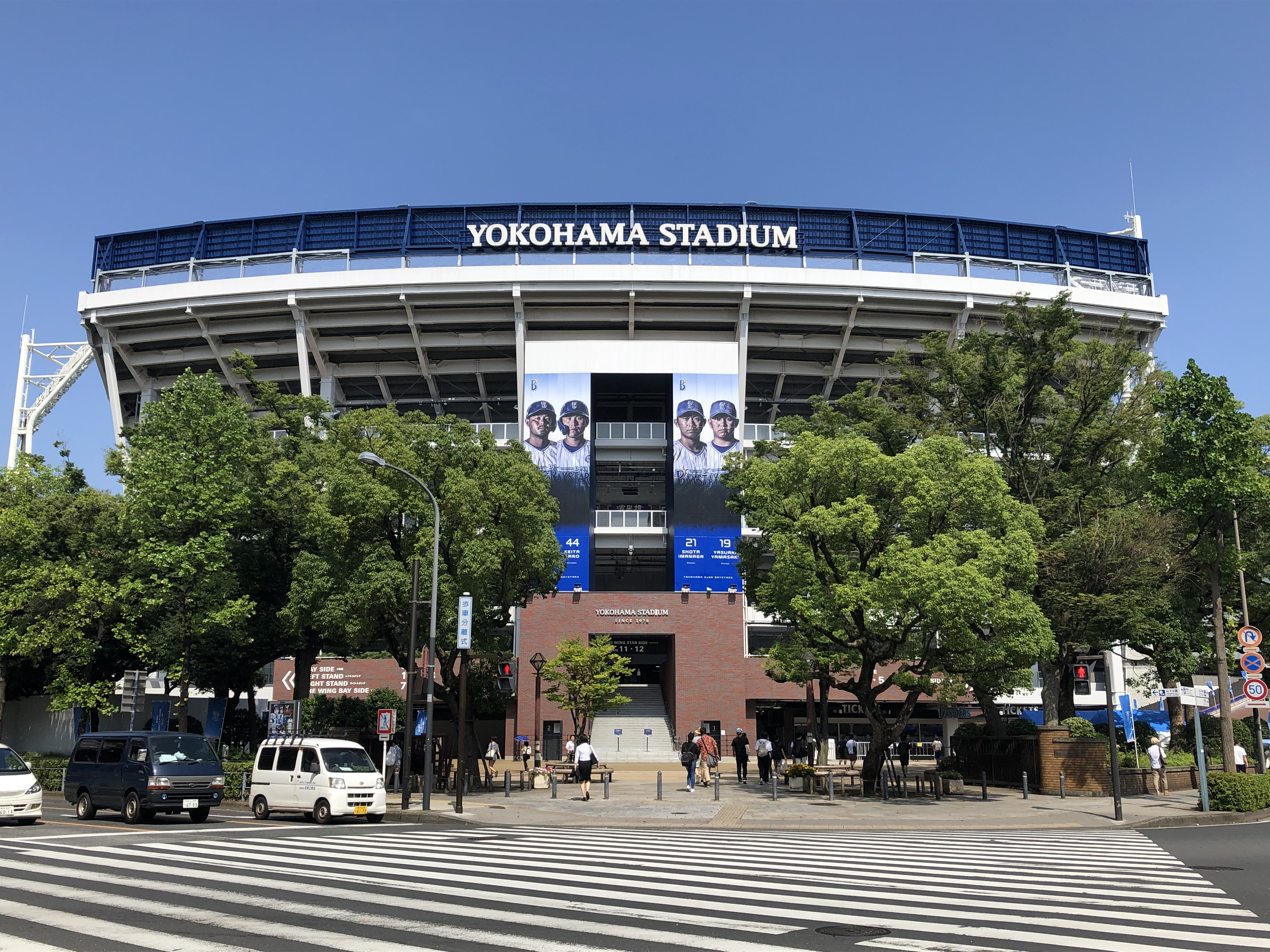
改修が完了した横浜スタジアム（レフトスタンド側ウィング席）

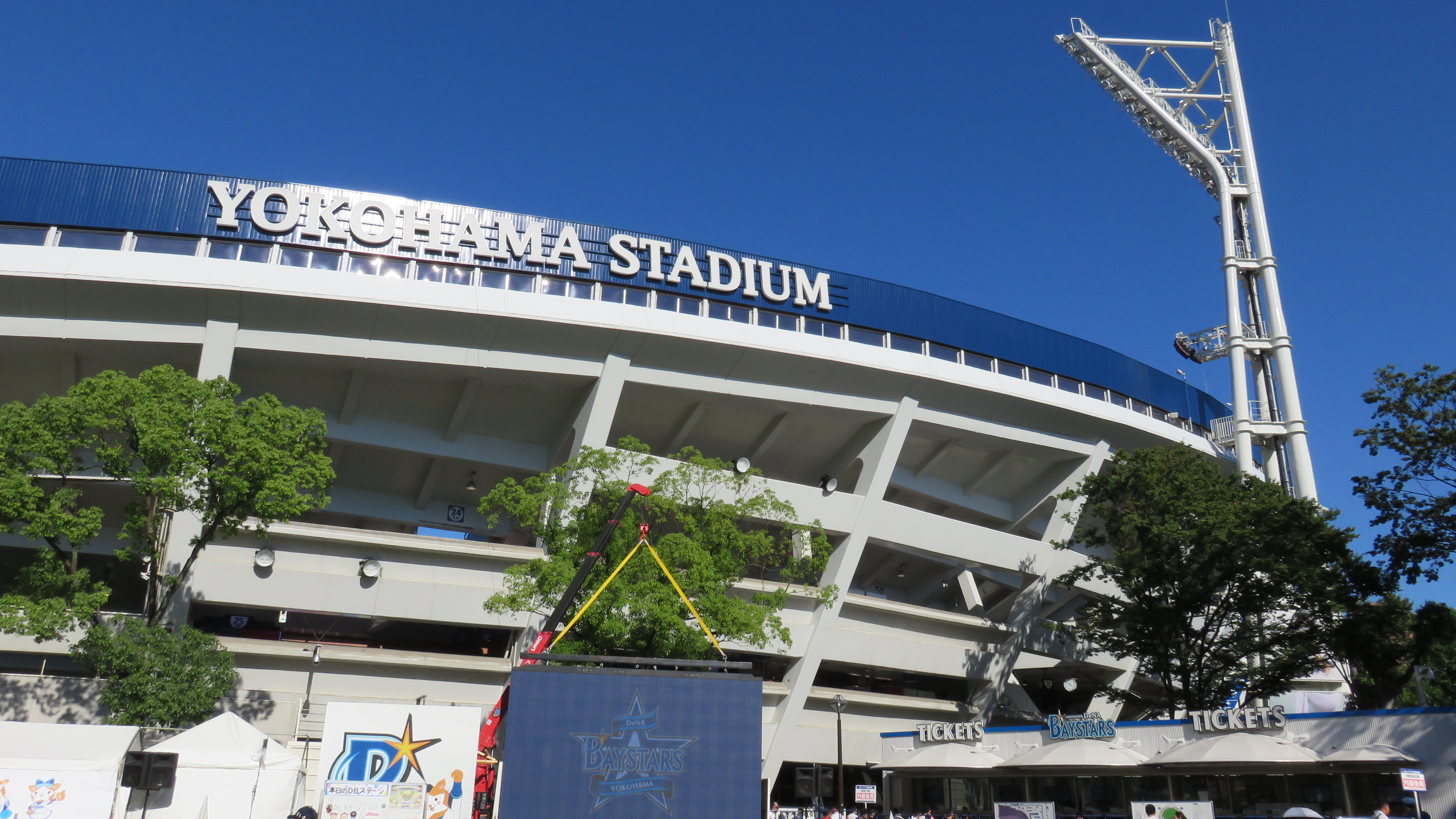
増席以前の横浜スタジアム

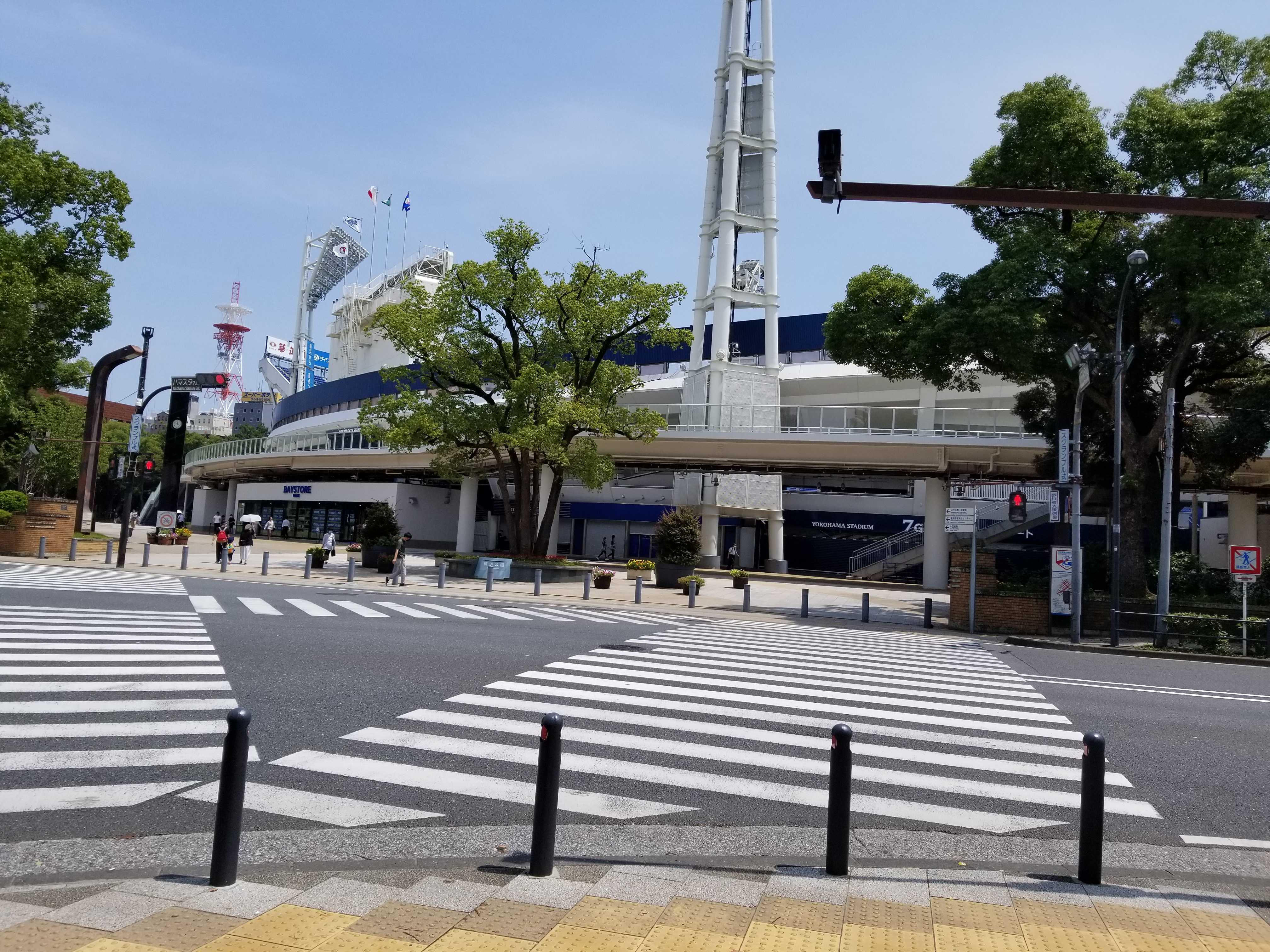
横浜公園手前の横断歩道からスタジアムを望む

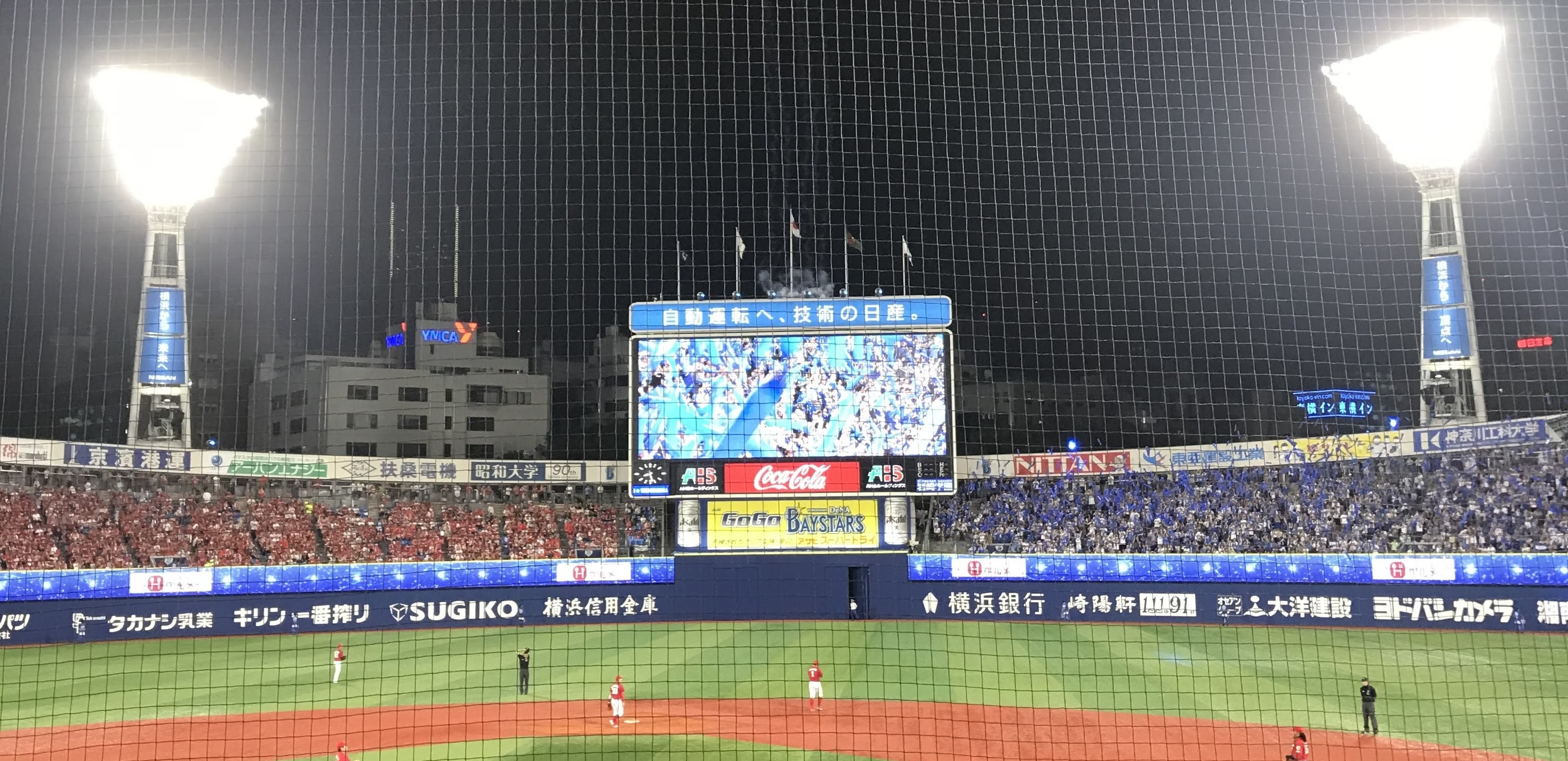
ファンで盛り上がるスタンドの様子

### 事業の内容
横浜市との間の公園施設の寄附に関する契約に基づき、横浜市よりスタジアム施設の使用許可および管理許可を受けて、職業野球興行、催し物開催のための施設の運営および賃貸、物品の賃貸、広告および放映放送契約、場内売店等の経営を行い、これらの観客、利用者を対象に入場券、キャラクターグッズ等の販売およびその他のサービス業務の事業活動を展開している。

### ディー・エヌ・エーによる運営会社の買収
ディー・エヌ・エーの連結子会社でもある株式会社横浜DeNAベイスターズが、友好的TOBを通じて、2015年11月からスタジアム運営会社（株式会社横浜スタジアム）の発行済み普通株を取得。TOBの締め切り（2016年1月20日）までに、議決権所有割合の過半数 (71.12%) に該当する普通株を、総額74億2500万円で取得した。このため、運営会社は同月28日付で、横浜DeNAベイスターズの子会社（ディー・エヌ・エーの孫会社）に名義を変更。ディー・エヌ・エーによる球団とスタジアムの一体運営体制へ移行した（詳細後述）。
運営会社では、ディー・エヌ・エーに買収される前の2014年に、スタジアムの近隣で日本綿花の横浜支店や大蔵省関東財務局の横浜財務事務所などに使われていた建物（1928年竣工の横浜市指定有形文化財）の活用事業権を同市から取得。買収後の2017年3月から「THE BAYS」という複合施設として運営するとともに、DeNAの球団事務所を4階のフロアに入居させるなど、収益の拡大を図っている。

### 沿革
- 1878年7月 - 彼我公園（現：横浜公園）中央に「外人運動場」（クリケットグラウンド）を開設。
- 1910年 - 横浜公園南東隅に「横浜公園野球場」を開設。
- 1923年9月 - 関東大震災により、横浜公園野球場が崩壊。
- 1929年3月 - 横浜公園野球場跡地に「横浜公園運動場」（名称は運動場だが形状は野球場）を開設。
- 1945年 - GHQに接収され（1952年解除）「ルー・ゲーリック・メモリアル・スタジアム」に改称。
- 1955年 - 「横浜公園平和野球場」に改称。
- 1977年2月 - 株式会社横浜スタジアム設立。
- 1978年3月
  - 横浜公園平和野球場跡地に「横浜スタジアム」竣工。施設を横浜市へ寄贈すると同時に興行使用権を取得。
  - 株式会社大洋球団（現：横浜DeNAベイスターズ）の専用球場となる。
- 1979年3月 - 関連会社横浜球場商事株式会社設立。スタジアム商品、入場券等販売委託、酒類小売業経営（現：連結子会社）。
- 1984年8月 - 屋内練習場竣工。施設を横浜市へ寄贈。
- 1993年2月 - 関連会社スタジアム・エンタープライズ株式会社設立（現・連結子会社）。
- 2015年11月 - 株式会社横浜DeNAベイスターズが、株式会社横浜スタジアムに対する友好的TOBを開始。
- 2016年1月 - 友好的TOBの終了を機に、株式会社横浜スタジアムを、株式会社ディー・エヌ・エーの連結子会社に異動[18]。

## 特徴

### 日本初の多目的スタジアム
内野スタンドの前段とピッチャーズマウンドは日本で初めて可動式を採用した。野球開催時（通常時）はグラウンドの形状が扇形になっているが、アメリカンフットボールなどの試合を開催する際は一塁側・三塁側の可動スタンドを移動させてグラウンド形状を長方形に変更することが可能であった。マウンドは昇降式であり、野球以外のイベント開催時にはマウンドを降下させ、その上に骨組みを組み、さらに人工芝マットを敷くことでグラウンド全体を水平にすることができる。
可動スタンドや昇降式マウンドは、いずれもプロ野球以外の興行への使用を前提に設置されており、横浜スタジアムは日本で初めて設計段階から多目的スタジアムとして造られた建築物といえる。二塁ベース後方を中心として真円形に作られたフィールドなど、アメリカで1960年代から1970年代にかけて流行したアメフト兼用球場の影響が見てとれる。この設計思想は後のドーム球場等にも取り入れられた。また、日本のプロ用野球場としては初めて、建設時から全面人工芝グラウンドと電光掲示式スコアボード、および映像表示装置を設置している。
可動スタンドは一・三塁側とも半月状で、全長36mの2本のレールの上に乗っていて、毎分1mの速度で移動できるようになっていた。しかし、2001年11月23日に開催された横浜ベイスターズと横浜F・マリノスとの合同ファン感謝イベントを最後に移動を見合わせている。2003年シーズンから敷設された「フィールド・ターフ」のメンテナンスを優先させたことによるもので、フィールドシート（2013年よりファウルゾーンに設置されたエキサイトシート）の基礎工事を施してからは、可動スタンドが2本のレールの上に乗ったまま一・三塁側に事実上固定されている。
また、設計の段階から、一・三塁側にロッカールームを2室ずつ設けることを計画。一塁側には、監督室とコーチ室も2部屋ずつ設置された。このような設計からは、横浜公園平和野球場の再建が協議されている最中に、（横浜）大洋ホエールズとロッテオリオンズが「ダブルフランチャイズ方式」で横浜スタジアムを本拠地として共用する案が検討された形跡が窺える。
関東大震災後の横浜公園復興工事では、実質的な野球場の「横浜公園運動場」（のち横浜公園平和野球場と改称）とともに野外音楽堂の「横浜公園音楽堂」も建設された。横浜スタジアム建設に際して、横浜公園平和野球場とともに横浜公園音楽堂も取り壊されており、横浜スタジアムには野外音楽堂の代替機能も求められた。
横浜スタジアム建設前には大型の競技場やコンサートホールなどが存在せず、横浜市はスポーツイベントや音楽興行の分野では立ち遅れた都市であったが、横浜スタジアムの完成がこれらの解消にも大きく寄与した。長年にわたり横浜国際女子駅伝の発着会場となったほか、Jリーグ草創期の1994年には、横浜フリューゲルスの招待によるパルメイラスとのプレシーズンマッチを開催した。プロサッカーの試合での使用はこのプレシーズンマッチが初めてで、人工芝のグラウンドに天然芝を試合の前日に手作業で敷き詰めることを想定していたため、開催の2年ほど前から神奈川県内の圃場を借りた上で大型トラック150台分の量の天然芝を育てていたという。
コンサート会場としても数多く利用され、国内外の多数の有名アーティストが大規模なコンサートを行なってきた。国内人気ロックバンドであるTUBEは1988年から1990年を除いて30年以上にわたり毎年8月、横浜スタジアムでライブを実施しており夏の風物詩となっているのをはじめ、そのほかの人気アーティストも毎夏1組程度野外コンサートを開催している。ベイスターズの企画により試合の前後にアーティストのゲスト出演も催されるほか、2006年から2009年、2011年には横浜レゲエ祭も開催された。しかし、屋根がない横浜スタジアムは、天候によってイベント開催の可否が左右されやすく近隣への騒音問題もあり、また3万人収容という施設に応じた集客が難しいことから、横浜アリーナや横浜国際総合競技場が完成した1990年代以降、野球以外の大規模イベントで使用される機会は減少傾向にある。しかし、2014年から2015年にかけてはSCRAP主催の体感型謎解きイベントであるリアル脱出ゲームの野外ツアーとして、2014年は進撃の巨人とのコラボ『ある城塞都市からの脱出横浜公演』が、2015年はONE PIECEとのコラボ『頂上戦争からの脱出横浜公演』が開催され、リアル脱出ゲーム野外ツアー横浜公演の会場として利用された。

### 建蔽率の問題
建物の立体的な外観は、他の野球場に見られるような垂直的なそれではなく、スタンドの上辺が広く下辺が狭い逆円錐形をしている。これは都市公園法施行令第6条1項1号で定められている「都市公園内運動施設の建蔽率規制」によるもので、スタンドの下辺をもって建蔽率を計算するためのいわば苦肉の策であり、面積上の問題をクリアするために様々な特徴ある設計を行っている。
また、1990年代以降に建設されたいわゆる「国際規格」の野球場に比べ、収容観客数の少なさやグラウンド面積の狭さが指摘されて久しいが、法規上の制限ギリギリで設計されていることから、スタンドの増築を伴う観客席増設や、スタンドの構造変更を伴うグラウンド面積の拡張なども、法令の改正がなされない限り事実上不可能であったが、2012年の法改正に伴い建蔽率が12%まで緩和された。
以上の理由によりブルペンはダッグアウト裏やグラウンド内に場所が確保できなかったため、外野スタンドの下に存在する。ブルペンは目隠し用のテントと侵入防止用の鉄柵を隔てただけで横浜公園に面しているので、リリーフ投手の投球を受ける捕球音やブルペン捕手の掛け声を球場外から聞くことができる。ダッグアウトとブルペンの間は連絡路がなく隔絶されているため、プロ・アマ問わずリリーフ投手は試合前からブルペンで待機するか、試合中の攻守交替時にファウルグラウンドを歩いてブルペンに向かわなければならない。
プロの試合における投手交代時は通常、リリーフカーを使用する。球場誕生時は日産自動車のブルーバード910型のオープンカーを使い、その後は同社のBe-1やエスカルゴ、トヨタ自動車のスポーツカー・MR-Sを経て、2017年シーズンからは日産・リーフを改造したものを使用している。
ブルペンを外野スタンド下に収める構造を採用した結果、横浜スタジアムの外野フェンスは高さがドーム球場並みの5メートルに達した。このため、グラウンド内でバウンドした打球がフェンスを越えてエンタイトルツーベースに至ることはまずあり得ず、フェンスによじ登ってのフライ捕球もまず不可能である（内野エキサイティングシートのフェンスは低いため、こちらに入ってのエンタイトルツーベースは何度か起きている）。フェンスが高いものの外野スタンドの奥行きは狭いため、プロのパワーヒッターであれば場外ホームランを打つことも可能である（詳細後述）。
2009年8月27日開催の横浜-阪神戦において泥酔した観客がライトスタンドから1メートルあるフェンスを乗り越えて5メートル下のグラウンドに転落したことで2日後に死亡する事故が発生している。

### ゲーリッグとルースのレリーフ
1934年11月18日、横浜スタジアムの前身となる横浜公園球場で日米野球が開催され、MLB選抜がベーブ・ルース2本、ルー・ゲーリッグ1本、ジミー・フォックス1本、アール・アベリル1本の計5本、全日本選抜が井野川利春1本の本塁打を放った。なお、MLB選抜は3年前の1931年にも11月29日に全横浜と、11月30日に横浜高商と横浜公園球場で試合を行っている。
横浜公園球場は戦後の占領期にルー・ゲーリック・メモリアル・スタジアムと称していたこともあり、ゲーリッグやルースというMLBの歴史に名を残すスターがこの地でプレーしたことを記念して、後身となる横浜スタジアムには、かつて外野ライトスタンドのポール際にルー・ゲーリッグのレリーフが、レフトスタンドのポール際にベーブ・ルースのレリーフがそれぞれ設置されていた。現在は場内の内野 (STAR SIDE側) コンコース内に展示されている。

### 名球会入り選手のプレート設置
2006年からは、ホエールズ、ベイスターズ在籍時に名球会入りした選手の名前を入れたボール模様のプレートをライト外野スタンドに設置し、その功績を称えている。当初は外野フェンスに設置されていたが、2012年シーズンよりリボンビジョンが導入されたのに伴い外野席上部へと移動され、デザインも顔写真入りに変更された。
配置は右中間からライトポール際に向かって、以下の通り。
- 「1980.4.23 2000HITS 松原誠」（最終記録2095安打）
- 「1983.10.21 200WINS 平松政次」（最終記録201勝）
- 「2000.9.6 2000HITS 駒田徳広」（最終記録2006安打）
- 「2005.4.14 250SAVES 佐々木主浩」（最終記録381セーブ…NPB252セーブ、MLB129セーブ）
- 「2006.5.11 2000HITS 石井琢朗」（最終記録2432安打）
- 「2013.4.6 2000HITS アレックス・ラミレス」（最終記録2017安打）
- 「2013.5.5 2000HITS 中村紀洋」（最終記録2101安打）

### 売店

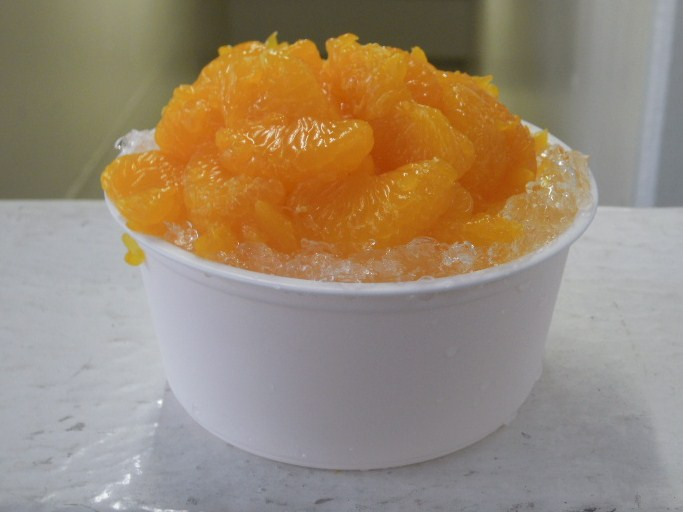
みかん氷

売店は内野スタンド2階通路と外野スタンド1階に設置されている。内野スタンド一塁側にはサーティワン アイスクリームが、三塁側にはケンタッキーフライドチキンがあり、一・三塁側双方にドミノ・ピザがワゴン形式で出店している。場内で販売されていた牛丼は2000年頃までは吉野家、2001年頃からはなか卯となっていたが、現在はいずれも撤退している。
スタジアム内で売られている「みかん氷」が名物となっている。かき氷の上に缶詰のみかんが乗り、その上に缶詰みかんのシロップをかけたもの。特に真夏のデーゲームや、高校野球神奈川大会の際には売り場に長蛇の列ができる。2009年までは1,3塁側の内野売店（2004年までは3塁側のみ）での販売であったが、2010年より外野席の売店でも販売するようになった。2007年からは1塁側のみだが、みかんの代わりに缶詰パイナップルとシロップを使った「パイナップル氷」が発売された。
「みかん氷」以外にも、DeNAが球場運営に関わってからはスタジアムのオリジナルメニューが非常に豊富で、オリジナルビールの「ベイスターズエール」と「ベイスターズラガー」はお土産用の瓶入りも販売されており、ベイスターズの選手寮「青星寮」で選手が食べているカレー「青星寮カレー」はお土産用の缶詰が販売されている他、実際に横浜市内にある公立小学校の学校給食として出されたことがある。他にも「ベイカラ」「ベイメンチ」「ベイ餃子」などの新メニューも登場して人気を博している。
崎陽軒のシウマイ弁当の掛紙は、横浜スタジアムオリジナルの物が使われている。関内駅にある崎陽軒売店では、定価で売られているが掛紙は通常のものである。
内野席中程の3階には、2005年に既存のレストランを改修した「カフェ・ビクトリーコート」があり、店内にはホエールズおよびベイスターズの歴代のユニフォームや優勝ペナントが飾られている。
スタンドの傾斜が激しいこともあり、長年客席での生ビールタンクサーバー売りは実施されていなかったが、2013年シーズンよりタンク売りが開始した。
場内のビール販売員が販売しているおつまみは、ちくわと地元の美濃屋あられ製造本舗の横濱ビア柿の2種類である。
ペットボトルの持ち込みが可能な数少ない球場であり、場内の自販機及びワゴンで、ペットボトル飲料の販売が行われている（他球場では投げ込み防止の観点から、ペットボトルの持ち込み・販売を禁止しているところがほとんど）。
現在は球団の公式ショップが場外に開店しているが、球場オープンからしばらくは場内に「大リーグショップ」という名称で当時は珍しいメジャーリーググッズも扱っていた。

## 球場の歴史

### 建設に至る経緯
横浜スタジアムが建設される前、この地には1929年に落成した横浜公園平和野球場（通称：平和球場）が存在した。この平和球場は、戦前にはのちの日米野球の前身となる米大リーグ選抜対日本代表の親善試合が行われ、ベーブ・ルースやルー・ゲーリッグといった当時のスター選手が訪れてプレーをしている。しかし太平洋戦争後、アメリカ軍による接収を経て横浜市に返還された後は老朽化が進行し、1970年代初頭にはスタンドが半分近く使用不可能な状況であった。
時を同じくして、当時神奈川県を保護地域としていた大洋ホエールズは、本拠地である川崎球場の集客力に限界を感じており、県内で最も知名度の高い都市である横浜市への移転を目論んでいた。そこで大洋球団は1972年11月22日、横浜市に対し「横浜平和球場が改築した折には、本拠地を川崎から移転したい」と申し入れを行い、当時横浜市長だった飛鳥田一雄の同意を得て覚書を取り交わした。

### 新球場建設
飛鳥田市長は、大洋の移転意思もあって新球場建設にはやぶさかでなかったが、折からの第一次オイルショックを受け横浜市の財政も逼迫しており、市が単独で建設の予算を捻出することは到底不可能な状況だった。また、当時はみなとみらい地区の造成もまだ構想段階であった上、市内には随所に返還の目処が立たないアメリカ軍接収地も点在しており、横浜公園以外で同等の交通アクセスを確保できるような土地はなかった。
従って、必然的に球場の建設は平和球場の建て替えという図式へとなったが、平和球場を解体してプロ野球も開催可能な規模の球場を建設するには、公園内建築物の建ぺい率制限や、所管官庁である建設省との折衝、さらに神奈川県立武道館や横浜公園体育館など、球場建設によって移転を迫られる横浜公園内施設の代替地問題など、資金面以外にもさまざまなハードルがあった。中でも、横浜公園内の米軍横浜チャペルセンターの立ち退きに際しては、日本国政府のほかに在日米軍との調整も必要であった。

### 着工へ

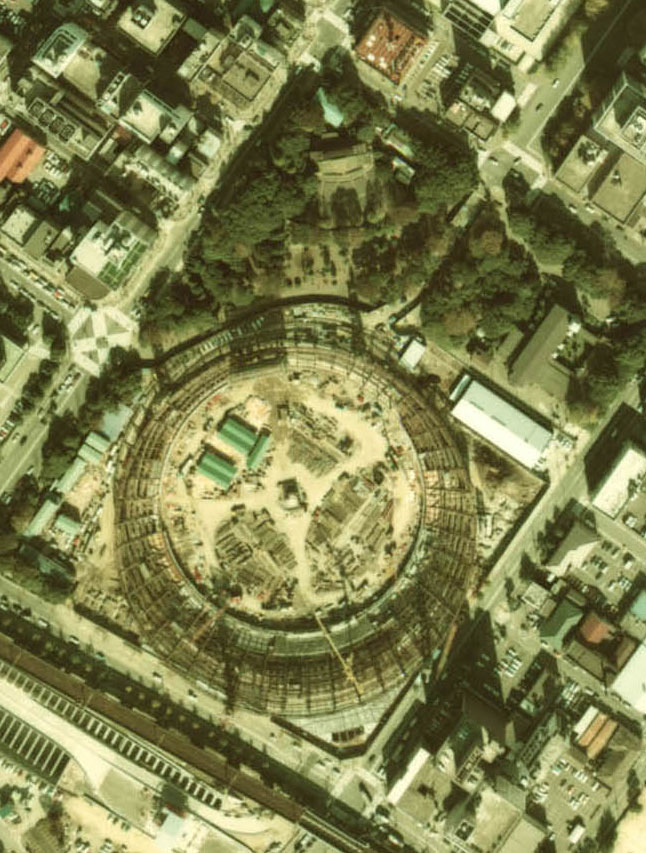
建設中の横浜スタジアム
横浜公園内には解体前の県立武道館・米軍チャペルセンター・野外音楽堂がまだ存在している（1977年撮影/）。

しかし、飛鳥田市長の斡旋により堤義明国土計画社長が大洋球団の株式の一部保有（約45%）と建設資金3億円の融資を表明すると、建て替えの機運は急加速を始める。やがて飛鳥田らの奔走により資金以外の問題は順次クリアされ、堤による支援のほか市民からの株主も募り、1977年ついに第三セクター法人の運営会社「株式会社横浜スタジアム」が設立される。そして1977年4月1日、市の建替え計画に対し大蔵省の許可が下り、球場の建設が開始された。
通常、この規模の建築物であれば2年前後の工期がかかるが、横浜スタジアムは翌年のプロ野球開幕に間に合わせるため、平和球場の解体を含めて1年程度の非常に短い工期が組まれることとなる。このため着工当初は7社程度のゼネコンによる共同企業体であったが、工期の関係上最終的には11社に及ぶゼネコンが結集し、超突貫体制で建築作業が行われた。法律上、公有地に企業が運営する施設を設置することができないため、建設は横浜スタジアム社が行った上で、一旦横浜市に施設を無償譲渡する形を執り、運営を横浜スタジアム社が行うという形が取られた。なお平和球場解体の際、スコアボードは藤沢市八部野球場に移設され、その後10年ほど使われていた。
一方、大洋側がそれまで川崎市側に対して配慮を行わず一方的に移転を伝えられたことに川崎市は猛反発。市内では「エントツだけのまちにしないで」とキャッチフレーズを銘打って移転反対を唱えるキャンペーンが行われ、当時の市の人口の約半分に当たる54万人分の署名を集める事態となった。署名を受け、大洋球団は6月15日、移転を再度検討するコメントを発表したが、球団の意向は変わらず当時の球団社長、横田茂平は8月、翌1978年から横浜スタジアムを専用球場とすることを川崎市に正式に通達した。

### 落成
建設工事は工期通り無事に終了し、1978年3月31日、晴れて横浜スタジアムは完成。同年4月4日にこけら落としとなる横浜大洋ホエールズ（移転により改称）対読売ジャイアンツの公式第1回戦が行われ、前年新人王の斉藤明雄の力投により地元大洋が4-1で勝利して花を添えた。この試合の始球式は、前市長として建設に尽力した飛鳥田一雄（この時の地位は日本社会党委員長）が行っている。

### ロッテ共用問題
横浜スタジアムの着工が正式に決定した頃、パシフィック・リーグのロッテオリオンズは大洋に対し「横浜スタジアムをロッテも本拠地として共用し、年間40試合前後の公式戦を開催したい」と申し入れを行った。
ロッテは1972年オフに東京スタジアムが閉鎖され、1973年から宮城県仙台市の宮城球場（現：楽天モバイルパーク宮城＝東北楽天ゴールデンイーグルス本拠地）を暫定本拠地としていた。しかし当時は東北新幹線は未開通で、航空機も現在ほど気軽に利用できる交通手段ではなかった時代であり、6球団中4球団（南海ホークス、近鉄バファローズ、阪急ブレーブス、クラウンライターライオンズ）が西日本に本拠を置き、さらに各球団とも現在とは比較にならないほど観客動員数の低かった当時のパ・リーグではカードごとの長距離移動はロッテ、ビジターともに選手の肉体面や球団の経営上大きな負担であった。それゆえ、横浜スタジアムの建設はロッテにとってまさに渡りに舟の機会であった。
これに対し、横浜スタジアムの単独使用を前提としていた大洋は、共用によって日程上の制約を受けることを懸念して、ロッテの申し入れに難色を示した。このとき大洋は既に川崎市に対し正式な移転通告をしていたため、プロ野球興行がもたらす経済効果を得たい横浜市とそれを喪失したくない川崎市、当時大阪市に次いで全国3位の人口となった横浜市（球場開場年の1978年に横浜市の人口は大阪市を抜き2位となった）で集客を伸ばしたい大洋、ロッテ両球団、以上4者の思惑が交錯し、マスコミ等世間も注目するなかで竣工間近まで交渉が続いた。だが、すでに神奈川県における地域保護権を持つ大洋の優位は最後まで覆らず、ロッテの神奈川県への保護地域移転は認められたものの、横浜スタジアムは当初の予定通り大洋の専用球場となり、ロッテは川崎球場に落ち着くこととなった。
本拠地問題が収束した後も、大洋が横浜移転発表前後に配慮を行わず紛糾を呼んだ経緯などから川崎市と大洋は半ば絶縁状態となった。このため、川崎球場での大洋の主催公式戦は横浜に移転した1978年に2試合行われたが、翌1979年から1992年までは1試合も組まれず「横浜ベイスターズ」となった1993年8月6日に大洋時代を含め15年ぶりに主催公式戦（対阪神タイガース戦）が組まれたものの雨天中止となり、これ以降も横浜の主催公式戦は1試合も行われることなく、2000年に川崎球場の観客席は解体された。

### オーナーズシート
球場の建設に際して、当時の神奈川県・横浜市はいずれも財政難にあえいでおり、直接公営（県営or市営）として運営するのではなく、横浜市を初めとした行政・法人・団体を中心とした第三セクターの運営会社「株式会社横浜スタジアム」を設立して、施設の建設をスタジアム運営会社が行った後、完成後に横浜市に寄贈。開場後は市からスタジアム運営会社が45年契約（1978年-2023年）で借りる、事実上の「公設民営」の形を取っている。この球場運営会社の出資にあたり、1株当たり500円×5000株=250万円を一口として、市民や法人・団体から株主を募集し、その特典として「オーナーズシート」の所有権利が贈呈された。
このオーナーズシートは、当球場で行われる公式戦・オープン戦の大洋（→横浜→DeNA）球団主管全試合（年60試合前後）を球場の賃貸契約期間満了までの45年間に渡り、無料で入場・観戦できるというもの。株式公開買い付けが行われた2015年12月時点ではその株主の総数は554の個人・法人・団体が株主登録されていたが、その半数弱は個人だった。なお球場の株式公開買い付けによりディー・エヌ・エーとDeNA球団が運営母体となってからも、引き続き運営会社の株式とは別契約となっているとする観点から、オーナーズシートは契約満了の2023年まで利用することができることになっている。

### DeNAによる「コミュニティー・ボールパーク化構想」と運営会社の買収
当スタジアムでは、1978年の開場以降、株式会社横浜スタジアム（以降「運営会社」と略記）が場内での物販・広告収入や球場使用料の設定などに関する権利を保有。横浜大洋ホエールズ・横浜ベイスターズ・横浜DeNAベイスターズは、この条件の下で、スタジアムを本拠地として使用するための契約を運営会社との間で締結している。
2002年からTBSホールディングスが保有してきた横浜ベイスターズの経営権売却交渉（2010年）では、上記の契約によって球場使用料や広告・物販収入が球団側に入らない結果として、球団の経営を圧迫していることが一部の報道で判明した。2011年のプロ野球シーズン終了後にTBSからベイスターズの経営権を買収したディー・エヌ・エーでは、運営会社の発行済み株式の5.74%を保有するとともに、同社出身で球団オーナー（当時）の春田真が2012年シーズンの開幕前に運営会社の鶴岡博社長と会談。「他のNPB球団の本拠地球場に比べて高額」とされていた球場使用料を入場料収入の13%に引き下げることや、看板広告の新規スポンサー収入・場外常設店舗での物販収入を球団に入れることを条件に、7年間のスタジアム使用契約を締結した。
2015年には、ディー・エヌ・エーが3月期の決算において、ベイスターズに関連する野球事業で13億円の赤字を計上した。その一方で、同年のプロ野球シーズンには、当スタジアムでのベイスターズ主催公式戦で43回の満員（当時のシーズン最多記録）を達成。他球場の開催分を含めた主催公式戦の累計観客動員数は約181万3,800人で、経営権の買収前から1.7倍ほど増加したことから、前述した赤字の半減を見込んでいた。7月には、2016年以降に内・外野グラウンドへ天然芝を敷設することを視野に球団と運営会社の関係者がMLB球団の本拠地球場を視察していたことが報じられた。
ディー・エヌ・エーでは、このような背景やスタジアムの「コミュニティー・ボールパーク化構想」の下に、野球事業での収入の増加などを狙って球団とスタジアムの一体運営を模索。2015年10月9日には、運営会社の発行済み株式の過半数を保有すべく、総額100億円規模の友好的TOBを実施することで同社との基本合意に至った。同年11月24日からは、球団を通じて、運営会社への友好的TOBを実施。2016年1月20日の締め切り時点でディー・エヌ・エーが運営会社の発行済み株式の76.87%を所有したため、運営会社は同月28日付で、ディー・エヌ・エーの連結子会社（孫会社）に名義を変更した。
運営会社の名義変更後は、ディー・エヌ・エーによる球団とスタジアムの一体運営体制へ移行。移行の当初は、球団が場内での物販・広告収入を直接確保できることによる球団経営の改善や、スタジアムの大規模な改修（後述する天然芝の敷設・観客席の増設など）に向けた意思決定の迅速化が見込まれていた。当時の球団社長だった池田純も、友好的TOBの成立を受けて、今後のスタジアムの運営計画を発表。「COLOR（色）」「ENTERTAINMENT（イベント・演出）」「SEAT（シート）」「HISTORY（歴史）」「BALL"PARK"（野球の公園）」「FOOD（食）」「GREEN（芝）」「BEYOND（超える）」「LANDSCAPE（景観）」というキーワードの下で、横浜市民に愛されるスタジアムを目指すことを明らかにした。なお、コミュニティー・ボールパーク化構想は2017年度、コミュニティボールパークプロジェクトは2021年度にグッドデザイン賞を受賞している。　

### 2020東京オリンピックの開催に向けた改修（2017 - 2020年度）
横浜スタジアムを2020年夏季東京オリンピック野球・ソフトボール競技の主会場に用いることが2016年に承認されたことを受けて、運営会社では2017年3月15日に85億円規模のスタジアム改修計画を横浜市に提出した。計画によれば、バックネット裏や一・三塁側に合計で約6,000席を増設。個室観覧席やデッキ席を新設するほか、エレベーターの台数を増やすなど、バリアフリーへの対応を進めるとされていた。
横浜市が管理する横浜公園内にスタジアムがあることから、横浜市が計画を承認した上で、2017年プロ野球シーズン終了後の11月25日から改修工事に着手。プロ野球のオフシーズンを中心に工事を進めたことから、着工から3年後の2020年2月に完了した。この結果、スタジアムの収容人数は工事前の約2万9,000人からNPB公式戦の開催時に最大で34,046人まで対応できるようになった。運営会社の代表取締役社長を務める藤井謙宗（肩書は当時）によれば、2018年末の時点では翌2019年のNPBレギュラーシーズンの開幕が懸念されるほど工事が予定より遅れていたが、2019年末からの工事で遅れを取り戻したという。
工事完了の翌月（2020年3月）には、7日（土曜日）のDeNA対福岡ソフトバンクホークス戦（13:00開始のデーゲーム）を皮切りに、オープン戦4試合で使用。当初は4試合ともスタンドを観客に有料で開放する予定だったが、2020年の初頭から横浜市をはじめ日本国内で新型コロナウイルスへの感染が広がっていることを踏まえて、全てのカードを無観客試合として開催。さらに、夏季東京オリンピックの開催が翌2021年、3月20日に予定されていたNPBレギュラーシーズンの開幕が6月19日（いずれも金曜日）にまで延期された。実際には開幕直前の6月上旬に組まれた「練習試合」（無観客のデーゲーム7試合）でも当スタジアムを使用したが、NPBでは開幕後も7月9日（木曜日）まで、（他球場での開催分を含む）全ての一軍戦で観客の入場を認めていなかった。このため、DeNAでは7月17日の主催試合（巨人とのナイトゲーム）から、5,000名を上限にスタンドの有料開放を条件付きで開始。夏季東京オリンピックの開催を予定していた時期（7月23日 - 8月10日）には、当スタジアムでDeNAのホームゲームを7試合実施した（いずれも18:00開始のナイトゲーム）。さらに、NPBの球団が公式戦の主催時に開催球場で観衆の収容率を30 - 47%の範囲で独自に設定することを9月19日開催分の試合から認められたため、DeNAでは収容率を47%（上限1万6,000名）に設定。同日に開催された巨人とのデーゲームで、試合が終了してからスタンドのエリアごとに時間差で観衆を順番に退場させることを条件に、改修完了後初めて外野席を有料で一般に開放した。
当スタジアムが1978年の開場以来メインの開催球場として扱われてきた全国高等学校野球選手権神奈川大会については、開催期間の一部が東京オリンピックと重なる2020年のみ当スタジアムを使用せず、開会式・決勝・閉会式を保土ケ谷球場で実施することが内定していた。しかし、実際には上記の事情に加えて、日本高等学校野球連盟が第102回全国高等学校野球選手権大会と全ての地方大会を中止。これに対して、神奈川大会を主催する神奈川県高等学校野球連盟では、代替大会として8月1日 - 23日に「令和2年度神奈川県高等学校野球大会」を開催した（神奈川大会で予定されていた開会式と閉会式は実施せず）。当スタジアムでは大会期間中の一部をDeNA主催・18:00開始のナイトゲーム（8月4 - 6日：対中日戦、10 - 12日：対阪神戦、14 - 16日：対ヤクルト戦）に充てていたが、当初予定されていた選手権神奈川大会から一転して、代替大会では上記以外の日（1日など）に一部の試合で使用している。
なお、2020年10月30日から開催されたDeNA対阪神3連戦では、観客の新型コロナウイルス感染リスクに関する技術実証を実施。30日開催分で収容率の上限を80%、31日開催分で90%、11月1日開催分で100%（満員）に設定した上で、スタンド内における観客のマスク着用状況を高精度カメラを通じて調査するとともに、マスク着用時の声援による飛沫の影響などスーパーコンピューターで分析した。また、QRコードや位置情報などを活用しながら、スタジアム内の共用施設や周辺の人の流れなどを把握。混雑を回避する観客の誘導も試みたほか、来場者の中から試合後にクラスター（感染者集団）が確認された場合には、入場時に接触確認アプリやLINEでの登録を済ませていた来場者にその旨を通知することになっていた。以上の実証は官民（日本政府、神奈川県、横浜市、ディー・エヌ・エー、LINE、NEC、KDDI）からの共同提案によるもので、東京オリンピックの延期後も当スタジアムが野球競技の会場に使われることを視野に、厚生労働省の新型コロナウイルス感染症対策分科会で同月15日に了承。政府は、実証の結果を基に、他球場や野球以外の大規模イベント会場における入場制限緩和の可否や条件を検討するものとされていた。もっとも、実際の入場者数は10月30日が1万6,594名（定員3万2,402名の約51%）、31日が2万4,537名（約76%）、11月1日が2万7,850名（約86%）で、3日間とも収容率の上限に達しなかった。
DeNAは東京オリンピック開催の翌年（2022年）に、一軍のレギュラーシーズンを当スタジアムでの対広島3連戦でスタート。3月25日（金曜日）の開幕戦のみナイトゲームで、同日開催分の有料入場者総数は32,436人（当時のスタジアム史上最多記録）にまで達した。上記の改修工事に伴うスタンドの増設によって収容人員を増やしていたことに加えて、神奈川県が1月21日（金曜日）に県内の全域で発令していたまん延防止等重点措置の解除（3月22日）を踏まえて、収容率を開幕戦から100%へ戻したことによる。

#### 2020東京オリンピック野球・ソフトボール競技での使用に伴う対応（2021年）
新型コロナウイルスへの感染拡大傾向に収束の目途が立っていないにもかかわらず、NPBではレギュラーシーズンの日程編成に際して、夏季東京オリンピックの開催が予定されている期間の前後（7月15日 - 8月12日）を休止期間に設定。当スタジアムでは、野球・ソフトボール競技会場としての設営から撤収までの期間を勘案した上で、オリンピック以外の試合やイベントの開催を6月中旬から2ヶ月余りにわたって見合わせる措置を講じた。
設営に際しては、2019年2月から準備を開始。休止期間中に、以下の作業を進めていた。野球競技へ使用するリリーフカーについても、国際オリンピック委員会（IOC）の「ワールドワイド・パートナー」（トップスポンサー）であるトヨタ自動車製の特殊車両（座面に大きなグラブをかたどった大会オリジナル車）を使用することが決められていたため、休止期間中に運転のリハーサルをフィールド上で実施している。
- オリンピック競技会場におけるIOCの広告規制に沿って、白色の塗料で広告が描かれている外野フェンスやフィールド内外のフェンスを、2020東京オリンピック仕様の青一色に塗り替え。
- 強風に耐えられるカバーを、一・三塁側ウィング席の広告壁の上に敷設。
- 2020東京オリンピック大会組織委員会の指示に沿って、フィールド内の土を、2019年11月に開催の2019 WBSCプレミア12会場（東京ドームなど）で使用された粘土質の硬い土に入れ替え。
- スタジアム内で使用しているWi-Fiなどの通信インフラ機器を、組織委員会指定の機器に全て交換[52]。

しかし、東京都内で新型コロナウイルスへの感染者が再び増加に転じたことを受けて、日本政府は7月8日に東京都内へ通算4度目の緊急事態宣言を発出。さらに、日本政府、2020東京オリンピック大会組織委員会、東京都、IOC、国際パラリンピック委員会（IPC）の代表者による5者協議が同日中に開かれた。その結果、オリンピック自体を緊急事態宣言下で開催することを前提に、東京都と（まん延防止等重点措置の対象地域である）神奈川県・千葉県・埼玉県内の会場を使用する競技を無観客で開催する方針が決まった。当スタジアムの野球・ソフトボール競技にもこの方針が適用されたが、両競技とも、日本代表チームがアメリカ代表チームとの決勝に勝利したことによって金メダルを獲得している。
DeNAではセ・パ交流戦期間中の対ロッテ3連戦（6月4 - 6日）まで当スタジアムを主催試合に使用していたが、期間終了後の同月18日からレギュラーシーズンの休止期間までに組まれているセ・リーグ公式戦での主催全試合を、東京都内にある巨人・ヤクルトの本拠球場で実施。6月18 - 20日の対広島3連戦では東京ドーム（本来は巨人の本拠地）、6月29・30日の対中日戦および、7月2 - 4日の対巨人戦では明治神宮野球場（本来はヤクルトの本拠地）を使用した。1988年に開場した東京ドームで巨人以外のセ・リーグ球団によるホームゲームがレギュラーシーズン中に開催された事例は、上記のDeNA対広島3連戦が初めてである。DeNA主催の公式戦では、8月17日 - 19日の対阪神戦も東京ドームで開催した後に、8月31日の対広島戦から当スタジアムでの使用を再開。神宮球場での主催試合のうち、7月2日に予定されていた対巨人戦については、雨天中止につき9月以降に当スタジアムで開催された。7月中に開催された第103回全国高校野球選手権神奈川大会では、第102回大会の開催を想定した2020年時点での神奈川県高等学校野球連盟の方針に沿って、当スタジアムを使用していない。
前述したように、当スタジアムは開場の当初から昇降式のピッチャーズマウンドを採用。2005年のジャパンカップ国際女子ソフトボール大会開催を機に、ソフトボール競技での使用に対応すべく、ソフトボール用のピッチャーズプレートを埋め込めるシステム（マウンド手前の人工芝を剥がした後に土を入れて埋め込む仕組み）も導入していた。当スタジアムが2020東京オリンピックの野球・ソフトボール競技の会場に選ばれた背景には、野球用のフィールドをこのシステムによって短期間でソフトボールのフィールドに転換できたことも挙げられている。実際にはソフトボール競技の決勝が2021年7月27日、野球競技での使用が同月29日から組まれていたため、上記のシステムによって28日中にソフトボール用から野球用に復旧した。その一方で、オリンピック最終日の8月8日からは、前述のように設営されたフィールド、フェンス、通信インフラをDeNA主催試合開催時の環境へ戻す作業に着手。作業期間は8月30日までの23日間で、およそ200名の関係者が作業に携わったという。

### 建設後の主な改修

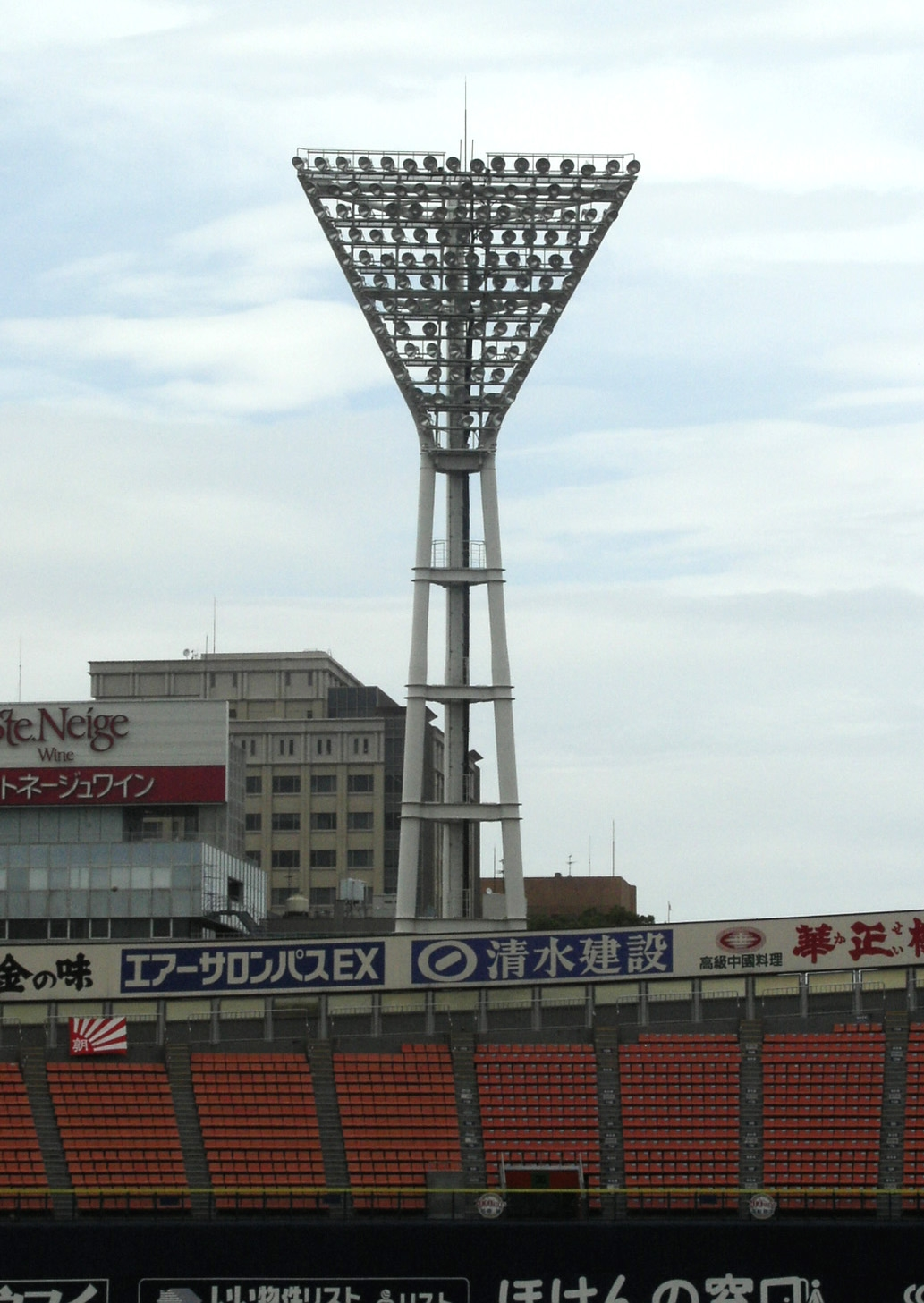
照明塔（ライトスタンド側）
照明器具はメタルハライドランプ時代のもの。

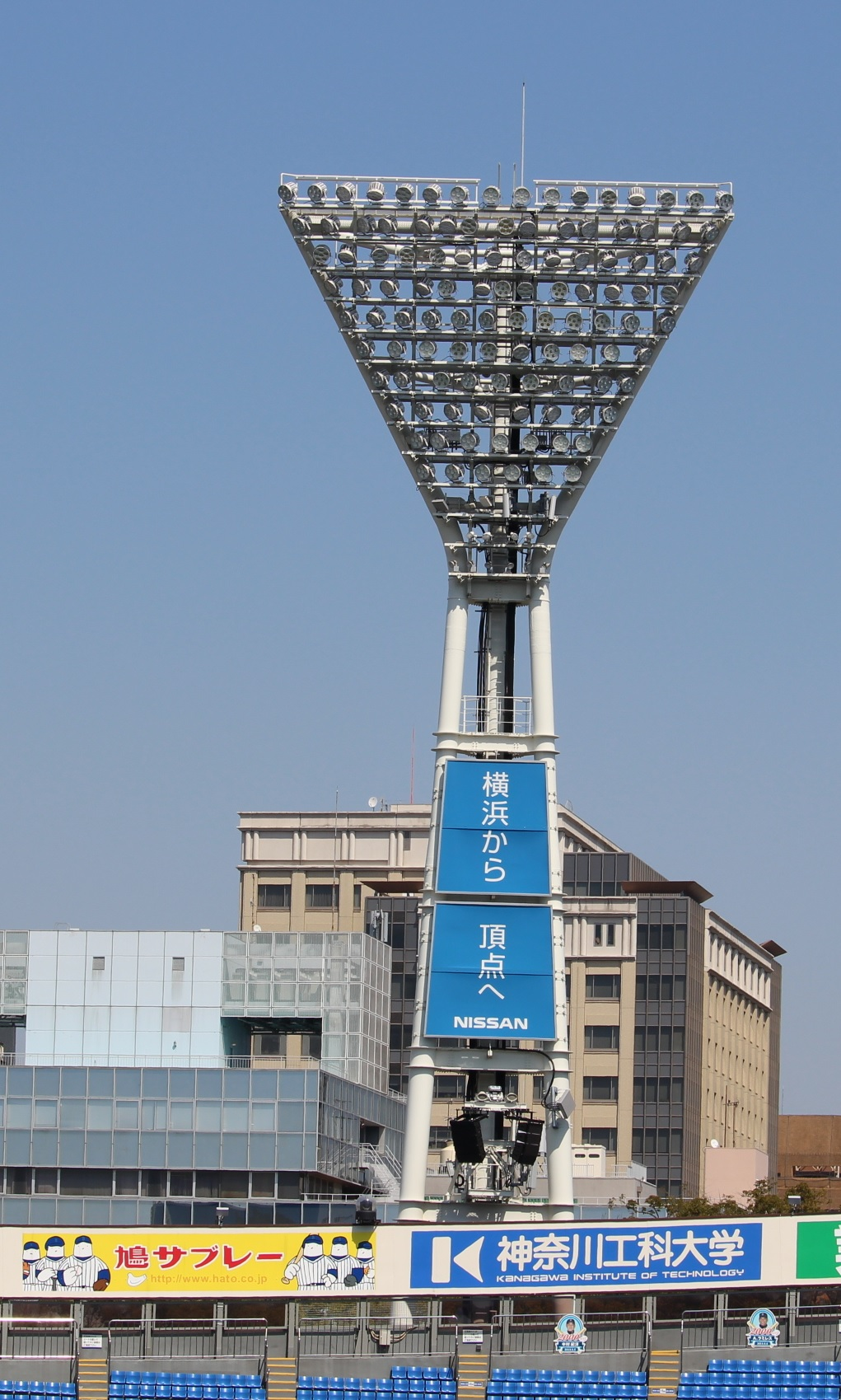
LEDに変更された照明塔（ライトスタンド側）
2017年より日産自動車の広告が設置されている（写真の広告は2019年から2020年まで設置されていた二代目）。

横浜スタジアムでは、完成から現在に至るまで改修工事を繰り返すことによって多くの改装がなされている。
- 1978年 シーズン途中、ダグアウト前にフェンスを設置。
- 1989年 スコアボード大規模改修（2代目）。選手名・得点表示部は、選手名・回数ごとに分割して表示部が設けられていたが、全面連結表示になり、光源も電球からLED（発光ダイオード）となった。映像表示部は動画も橙単色で写していたが、フルカラーブラウン管式のものに改められた。
- 1998年 内野人工芝張替え。
- 1999年 スコアボード大規模改修（3代目）。選手名・得点表示部分を橙単色LEDから3色（赤・緑・橙）LEDに変更。映像表示部も解像度の高いフルカラーLED画面（東芝ライテック製：スーパーカラービジョン）に交換。外野席をベンチシートから背もたれ付コンパートメントシートに換装。また、NPB球団の本拠地球場としては初めての全席禁煙化に踏み切った。また開場以来のメインスポンサーであった日産自動車が経営不振により撤退し、トヨタ自動車が日産に替わってメインスポンサーとなった。これによりスコアボード上端の広告が日産からトヨタのものに変更され、リリーフカーも日産車（最後はエスカルゴの改造車）からトヨタ車に変更されている（いずれも2016年シーズンまで）。
- 2001年 外野人工芝張替え。
- 2002年 ベイスターズの親会社がTBSになったことに伴い、スコアボード左右下端のスピーカー部分にTBSの広告を掲示。2010年シーズンまではTBS関係の掲示であったが、2011年シーズンからJ:COMの掲示へと変更された。
- 2003年 内外野人工芝を「限りなく天然芝に近い感触」とされる「フィールド・ターフ」に総張り替え。これを機に、メジャーリーグ球場やサッカー競技場等の天然芝に似せたストライプ状着色が施された。これにより内野（1・3塁側）にある可動式座席は事実上ダイヤモンド型（バックネットから見て逆台形）に固定されることになった。
- 2005年 内野スタンドからバックネット以外のフェンスを撤去。開設時からライトスタンド中段に設置されていた電子オルガンブース（詳細後述）も撤去され、ライトスタンドの席数が若干増えた。レストランやトイレ等、コンコース内の施設を改修。
- 2006年 外野フェンスラバークッションの高さをフェンス上端までかさ上げし、クッション厚も変更。ブルペンのマウンド数を一塁側・三塁側とも2箇所から3箇所へ増設。バックネットに1980年代前半から設置されていた回転式広告[注 23]を撤去し、新たに広告表示用のLED画面（ファンケル化粧品協賛の広告を掲示）を設置。
- 2007年 バックネット裏[注 24]の座席を従来のオレンジ色のシートからベイスターズのチームカラーでもあるブルーのシートに変更。シートも跳ね上げ式になり、座席幅・間隔も10cm近く拡張される。その分座席数は2,000ほど削減されることになった。削減分は内野席最上段に立ち見スペースを設けることで、30,000人の収容能力を維持している。また従来はスコアボード下のみにあったスピーカー設備を内野照明灯（4カ所8個）下にも設置した。
- 2010年 スコアボード・サブスコアボード改修。カウントのSBO表示をBSO表示に変更（後述）。
- 2011年 フィールドターフを内外野総張り替え（着色等の意匠は変更なし）。
- 2012年 飲食店、ロッカールームを改装し、球場外に球団グッズ店を建設[55]。外野フェンス上部にヒビノ製のリボンビジョン新設。
- 2013年　座席を改修[56]。ファウルゾーンにせり出す形で「エキサイティング・シート」（178席×2。なお1塁側＜DeNA側＞についてはセブンイレブン・ジャパンと命名権を締結し「セブン-イレブン エキサイティング・シート」と銘打たれている[57]）を、内野席を改修して「ツインシート・トリプルシート」を合わせて512席、ボックスシートを336席設置。バックネット裏グラウンドレベルにも個室観戦ルーム「YOKOHAMA BAY LOUNGE」5室を設置し、これに伴い従来存在していた記者席・放送席をバックネット裏後スタンド最上段に移転させた[58]。選手ロッカーを全面改修[59]。
- 2015年 「ベースボールモニターBOXシート」（バックネット裏最上段。グラウンドの試合を見ながら、球団公式のライブ中継映像だけでなく、リプレイ映像やハイライト映像などを、ソニー製タブレットモニターで見ることができるもの）「リビングBOXシート」（3塁側のバックネット寄り最上段 リビング部屋風のボックス席で試合観戦を楽しむもの）「プレミアムテラス」（3塁側スタンド最上段。パーティー気分で試合を楽しんでもらう座席で、家族・親戚や、会社の小規模の宴会など、1組10名まで観戦できるもの）「スカイバーカウンター」（3塁側からバックネット寄りにかかる最上段。スポーツバー風のカウンター席で、飲食を楽しみながら試合を楽しんでもらい、横浜公園付近の眺めも楽しんでもらう大人のスポーツバー）の4つのスペシャルシートと、正面エントランス付近の「オフィシャルショップ」のリニューアルを実施[60]。
ナイター用の照明設備を従来のメタルハライドランプから高出力LEDに交換[61]。日本の野球スタジアムでナイター照明をLED化するのは同年に実施するヤフオクドームと同時期で、非ドーム球場（屋外型球場）では日本初となる。（横浜は岩崎電気社製を使用、福岡はコイト電工社製）
- 2016年 上記のディー・エヌ・エー、ならびにDeNA球団による運営会社の買収に伴う「コミュニティー・ボールパーク計画」構想に沿って、以下のような計画が発表された。

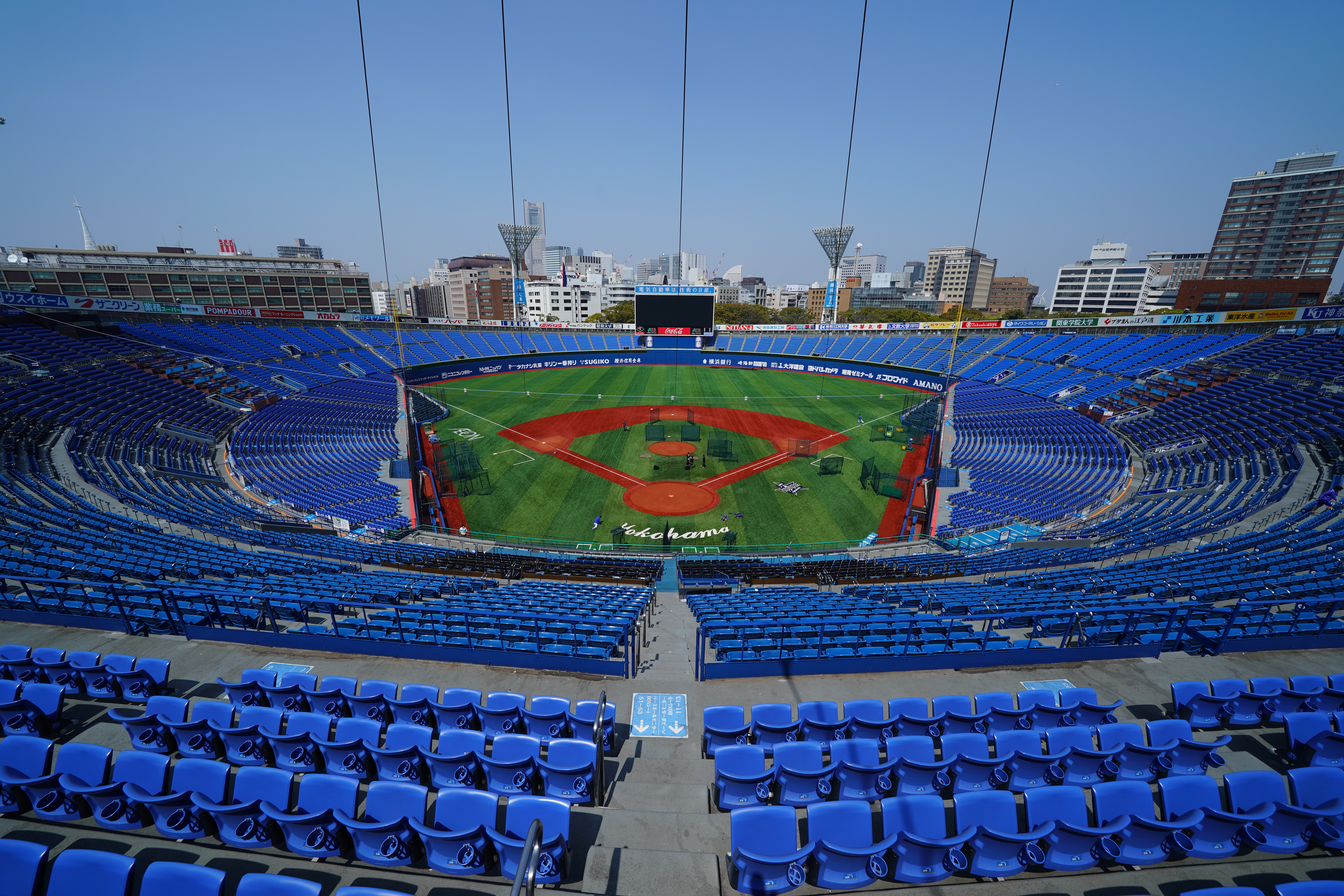
「横浜ブルー」統一後のスタジアム全景（2018年4月9日撮影）

1. スタンドの座席配色を統一：これまで統一されていなかったスタンドの座席配色を、チームカラーの「横浜ブルー」に塗り替える。2018年シーズン開幕前に統一化が完了した。
2. 内野席の名称を、1塁側は「BAY SIDE」に、3塁側は「STAR SIDE」にそれぞれ変更：「1塁側が主管チーム（DeNA）、3塁側がビジターチーム」という規定概念をなくして「球場全体が一体となってプロ野球を楽しんでもらいたい」とする趣向で取り組むという。
3. ベイスターズ専用応援団席の増築：3塁側・STAR SIDEの一部にベイスターズ応援団専用エリアを拡大させる。「ホーム・ビジターの色分けをなくしたスタジアムで、これまで以上にファンや街（地域）の皆さんが集まっていただける環境づくりをするため」と考えているという[62]。

- 2017年 1998年以来19年ぶりに日産がトヨタに代わってメインスポンサーへ復帰。これによりスコアボード上端の広告がトヨタから日産のものに変更されたほか、外野スタンド側の2つの照明塔に日産の広告が新設[注 25]され、リリーフカーも日産車（リーフの改造車）に変更された。また「ベースボールモニターBOXシート」の協賛スポンサーにJ:COMが付いたことに伴い、名称が「J:COMモニターBOXシート」に改称。シーズン終了後の改修工事で、1塁側の階段の一部とスタジアムの正面を支える人工地盤をいったん解体した上で、内野スタンドの外周部分の人工地盤上（地上6m）に「Yデッキ」と称する通路を新設した。「Yデッキ」は、DeNA主催試合の開催日のみ通行規制を設けながら場内の通路として使用。それ以外の日には横浜公園内の無料通路として自由に通行できるように設計されている。
- 2018年 人工芝を東京ドームやヤフオクドームと同じ「フィールドターフクラシックHD」に全面張り替え。ダグアウトおよびカメラマン席を拡張。ダグアウトは最前列にハイチェアを新たに設置した[63]。この他、リリーフカー「リーフ」が、市販モデルのフルモデルチェンジに伴い新型ベースの車両に変更されている。
- 2019年 「コミュニティボールパーク化構想」に沿った改修工事によって、スタンドが増設された。いずれも当面はプロ野球の試合開催日のみスタンド内の座席やエリアを開放する。

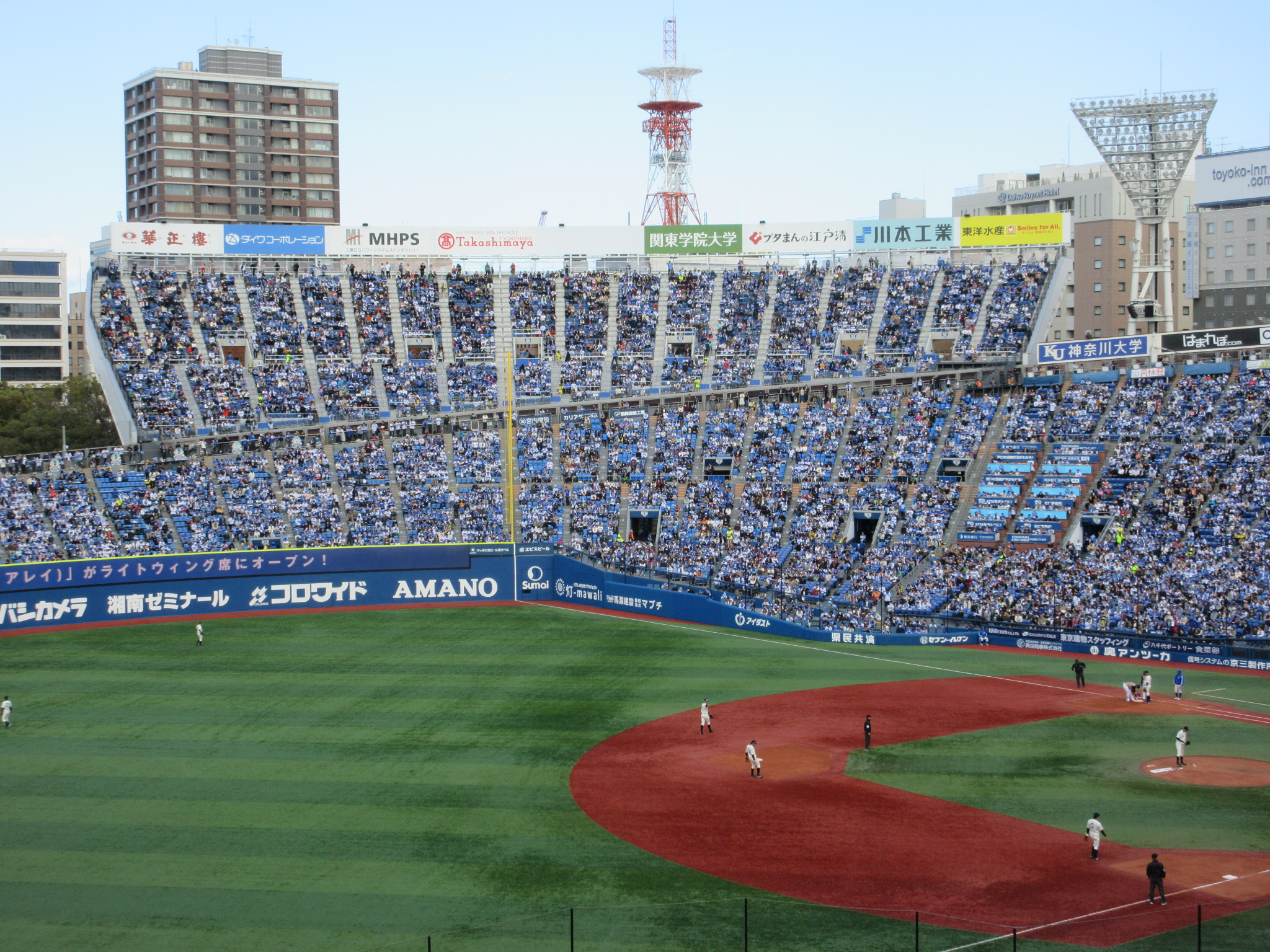
増設されたウィング席（ライト方向）

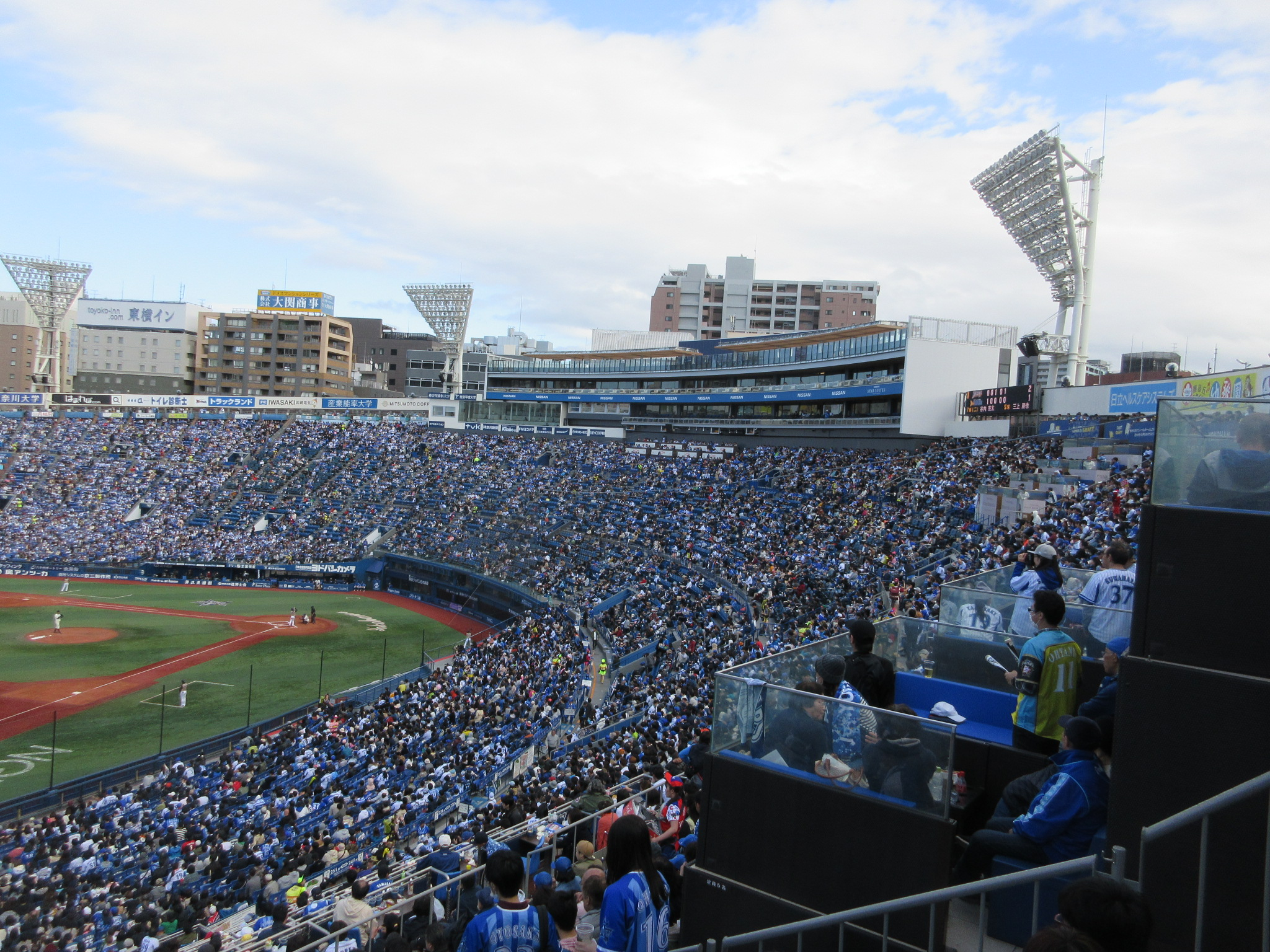
新築されたSTAR SUITES

1. 外野スタンド改修の一環で「BAY SIDE」から従来のライトスタンドにわたるエリアの上段にスタンドを増設。増設したスタンド内の座席（3,564席）を、3月のベイスターズ主催オープン戦から「ウィング席」として運用する[64]とともに、スタンドの3階に「BAYSIDE ALLEY（ベイサイド・アレイ）」（球団オリジナルの飲食物を提供するフードエリア）を開設した[65]。
2. バックネット裏に、屋上付きの4階建てスタンドを新設。3・4階に設けられた「STAR SUITES」（スタースイート：観覧席とバルコニーを備えた個室で合計30席を設置）では、試合開催日に「横浜ベイシェラトン　ホテル&タワーズ」のスタッフが観覧客に飲食などのサービスを提供する。同ホテルのスタッフがホテル以外の施設でサービスを定期的に提供する事例は「STAR SUITE」が初めてである。さらに、日産自動車が「STAR SUITE」の冠スポンサーに付いたことから、同席を「NISSAN STAR SUITES」と呼称[66]。NPBレギュラーシーズン中の5月には、地上31mの場所にある屋上にも「ベイディスカバリーBOXシート」を設置した。

- 2020年　「STAR SIDE」から従来のレフトスタンドにわたるエリアの上段にも「ウィング席」（2,812席）を新設したことによって、「コミュニティボールパーク化構想」に沿った増席工事を完了。この結果、収容人数が開場後最多の34,046人にまで増加した。また「ベイディスカバリーBOXシート」のテーブルに、バーベキュー用の電気式ホットプレートを設置。このシートでDeNAの主催公式戦・（2021年以降の）主催オープン戦を観戦するグループを対象に「バーベキューセット」（観戦しながらバーベキューを楽しめる飲食サービス）の提供を開始する[67]。さらに「Yデッキ」を外野スタンドの外周部分の人工地盤上にも拡大したことによって、「Yデッキ」の総延長距離を従来の2倍強 (600m) にまで延長。DeNA主催試合の開催日には、入場した観客が「Yデッキ」で場内を一周できるようになった[68]。

#### スコアボードの改修
スコアボードは開場当時は後楽園球場に次いで日本で2番目の全面電光掲示であった。電球を使用していた初代（1988年まで）のレイアウトは川崎球場に似たタイプで、左上がスコア、右上が映像表示部（橙単色）、左右下をメンバー表示にあて、中心に大時計・カウント・審判名を表示した。最上部は左に「YOKOHAMA」、右に「STADIUM」の表記が入る。得点は1回-延長10回までのスコアを表示し、11回からは改めて表示をクリアして1回のところから表示し直す方式だった。選手表記は指名打者にも対応できるように10人分（他にチーム名表記のパネルもある）表記できていたが、セ・リーグ球団の本拠地のため10人目の分（右端）については、オープン戦や日米野球、ソフトボールなど限られた機会しか使われていなかった。
1989年の改修で橙単色LEDが使用された2代目は、延長戦の場合はそれが行われるイニング分左にスライドしていく形（例えば延長10回が行われる場合、1回のスコアが消去され2回〜10回のスコアが表示される）だった。スコア上部には試合の経過時間（2008年以後、スピードアップ作戦のための奨励〔イニングス交代は2分15秒、投手交代を伴うものは2分45秒以内に再開させる〕により、インターバル時間も表示）が出されている。
1999年の改修では映像部に東芝のスーパーカラービジョンが採用されてカラー化（3代目）された。イニングスコアは再び10回まで表示され、11回以後は改めて表示をクリアし、対戦チームの横に10回までのスコア、そしてその右隣に11回〜18回のスコアを表示できるようにしている。2010年には球審のカウントコールの順番が変更された（国際慣習準拠）ことに伴い、ボールカウント表示を「ストライク・ボール」から「ボール・ストライク」の順に変更。日本のプロ野球本拠地では初である。
2012年シーズン終了後にスコアボードを全面映像表示式（4代目、メーカーは非公表だがソニービジネスソリューションがシステムソリューションを担当）へ改修。大時計・カウントは下部広告部両端に移動し、ビジョンは国内の野球場のものとしては最も細かくなる（当時）15.88mmピッチの映像素子を使用する。これまでは縦書き・横スクロールだったメンバー表示が両サイドの横書き・縦スクロールになり、スコア表示は中央下部（基本9回まで。延長の場合はプロの場合は10回の横に追加して12回まで書き込むが、アマチュアは改めて1回の箇所から書き直し）に移動となった。プロ野球開催時の表示の背景色もチームカラーのマリンブルーとなった。
2015年からは残塁数 (LOB) も失策数の横に表示するようになった。また指名打者に対応できるよう、出場者の欄は10人分まで記載できるようになっている。ただしセ・リーグ主催試合では指名打者が使われない（2014年のセ・パ交流戦を除く）ため、9番打者の下のスペースは2016年までは空欄だったが、2017年から2019年と2021年以降は広告が掲載されている（2020年のみ空欄に戻った）。
2027年シーズンからは、高さ12m、横幅88mという屋外球場としては国内最大規模の大型ビジョンを設置する。既存のスコアボードは球場開設当初から改修を繰り返しつつも本体はそのままであり、プロ野球12球団の本拠地の中で最も小さいサイズとなっていたことに加え、老朽化したこともあり、新たにスコアボードを建設することとなった。2025年8月から着工するが、2027年の完成までは既存のスコアボードを使用する。

## エピソード
- 開場当初の横浜大洋ホエールズ主催公式戦では、同球団の選手が打席へ登場した場合や、選手を交代した場合（投手の投球練習中など）や、イニングの変わり目にビクトロン（当時日本ビクターが製造・発売していた電子オルガン）の奏者が楽曲（開場前年・大洋ホエールズ最終年の1977年に球団歌として発表された「行くぞ大洋」など）を演奏していた。
  - ビクトロンが設置されていたのは、ヘルメット型の屋根に覆われたガラス張りの演奏室（通称「ビクトロン・カプセル」）で、開場当初はレフトスタンドの中段に配置。後にライトスタンドの中段（いずれもバックスクリーンの近辺）へ移されたが、横浜時代の2002年頃から使用されなくなった挙句、2005年オフシーズンのスタジアム改修工事でカプセルごと撤去された。
  - ビクトロンの奏者は横浜大洋球団のオーディションによる採用で、公式戦の開催期間中に数名が日替わりで演奏。また、開場当初のフェンスには「ビクター　ビクトロン」名義の広告も掲示されていた。
  - チーム名が横浜DeNAベイスターズへ変更された後も、横浜大洋ホエールズの復刻イベント（レジェンドマッチなど）を開催する場合に、上記の演出を施すことがある。ただし、ビクトロンの生産は1991年に終了したため、楽曲の演奏では他社製の電子オルガンをネット裏の放送室で使用している。
- ジェット風船を使った応援は、横浜市のポイ捨て・喫煙禁止条例抵触と試合進行妨害、近隣を走るJR根岸線への影響[注 28]を理由に2012年まで通常時は禁止していた。1995年のオールスターゲームのみ特別に許可され、チームカラーの1つである黄色い風船で埋め尽くされた。2012年にはジェット風船の代用としてシャボン玉を使用した応援が行なわれていた。2013年から「スタージェット」（球場外へ飛び出す可能性が低く、球場周辺の公園の環境面や、近くを走る電車への影響という安全面でも優れた風船）のみ使用可能となった[71]。「スタージェット」にはDeNAカラーの青色のほか、阪神タイガースなど他球団向けのものも販売されており、近隣にある阪神タイガースショップにも同様のものが売られている。また、TUBEのライブでもアンコール演奏開始時に飛ばされるのが恒例となっているが、2013年以降のライブでは、スタージェットと同仕様のジェット風船を販売している。新型インフルエンザなどの流行時には使用の自粛や禁止が呼びかけられたこともあった。
- かつてバックネット裏にあった各社の放送席は、グラウンド側には格子があるもののガラス窓がないことから、場内の音が入りやすかった。
- バックスクリーンに青色（ヒトの肌の色の相対色）を使用しているため、投手のリリースポイントが見やすい。球場の狭さも相まって、当球場での試合は乱打戦になる傾向がある。
  - 開場当初は内外野スタンドとも座席の間隔が狭かったため、（東京）ヤクルトスワローズのビジターゲームを開催する場合には、同球団の応援団（ツバメ軍団）による「ビニール傘応援」を一時禁止していた。
- 開場から2016年シーズンまでの横浜大洋→横浜→DeNA主催試合では、当該球団の選手が本塁打を放つ度に、"Good-bye Baseball!"（「入った! ホームラン!」を意味する英語）のアナウンスと共に船の汽笛の音源を流す演出がなされていた。2017年シーズン以降のDeNA主催試合では、バックスクリーン付近から花火を打ち上げる演出に変更されている。
- 時々グラウンドに鳥やネコが入り込んで試合が中断することがある。2015年にはシーズン初頭に何度もネコが内野グラウンドに入り込んで試合が中断、2017年4月13日の対阪神戦でも、ネコがグラウンド上を走り去った影響で中断した[72]。過去には、雨天時に外野グラウンドにカエルが入り込んだことがある。
- 3塁側内野スタンドの1階部分には剣道場（剣道横浜公武館）が入居している。
- 1990年代初頭まではファウルポールに広告が掲載されていた他、内野席の椅子の背もたれにも広告ステッカーが貼られていた。
- NPB他球団の本拠地球場に先駆けて、オープン戦や公式戦を開催する場合には、ビジターチームの選手やファンへの配慮が為されている。
  - ビジターチームが勝利した場合にも、当該チームの選手に対するヒーローインタビューを試合後に実施している。
  - 2013年以降のDeNA主催試合では、ビジターチームが7回表の攻撃を迎える前に、そのチームの球団歌を収録した音源を場内に流している。当初は巨人・阪神の球団歌を除外していたが、2017年から阪神の球団歌、2018年から巨人の球団歌も流すようになった。
- 2013年からDeNA攻撃時は常時スタジアムDJが場内放送を担当するようになった（以前からも土日の試合を中心にスタジアムDJが担当することもあった）。
- 開場以来内外野のスタンドに自由席のエリアを設けていたが、外野スタンドでは2013年から全ての座席を指定席化[73]。内野スタンドの自由席を廃止した2014年以降は、場内スタンドの全座席が指定席になっている。
- 2015年6月3日の横浜DeNAベイスターズ対福岡ソフトバンクホークス戦では、6回表にソフトバンクの柳田悠岐がDeNAの三浦大輔から放った打球が、スコアボード上のスクリーン（ホームチーム3番打者のポジション表示部の右横付近）に組み込まれた30cm四方の液晶パネル1枚を直撃（記録はソロ本塁打）[74]。その影響でパネルが変形した。変形したパネルは、試合後の交換作業で取り外された後に、期間限定でソフトバンクの本拠地・福岡ヤフオク!ドームに展示された[75]。
  - 三浦がDeNAの一軍監督へ就任した2021年には、5月1日の対東京ヤクルトスワローズ戦1回裏に、DeNAのタイラー・オースティンがヤクルトの高梨裕稔から放った打球がスコアボードを直撃。パネルの変形などは免れたものの、直撃した場所はホームチーム1番打者の氏名表示部（当日はDeNA・桑原将志の名前「桑原」を表示）付近で、前述した柳田の打球より1.5mほど高かった[76]。トラックマンの計測によるこの打球の速度は178km/h、角度は27度、推定飛距離は146m、最高到達点は31メートルで、一塁側のダッグアウトから打球を見届けていた三浦は、試合後に「すごい当たりですよ。完璧でした。僕も（オースティンのような本塁打を現役時代に）打たれましたよ、日本人でしたけど。『なんか見たことあるな』と、隣でヘッド（青山道雄ヘッドコーチ）にも言われました」と報道陣へ自虐気味に語っている[77]。
- 2019年6月7日のセ・パ交流戦（DeNA対埼玉西武ライオンズ戦）では、6回表に西武・金子侑司の放ったライトポール際への飛球が、フェアゾーン内のフェンスの最上部に当たってからファウルゾーンのスタンドに入った。一塁の塁審はこの飛球をいったん本塁打と判定したが、実際には打球の当たった場所や、当たってから入ったエリアが肉眼で判別しにくい状況であった。審判団がリプレー映像による検証を実施したところ、フェアゾーン上のフェンス上部に当たったボールがファウルゾーンのスタンドへ跳ねたことが判明したため、判定は本塁打からエンタイトル二塁打へ変更された[78]。ちなみに、打球が直接ポールに当たるか、フェアゾーン内のフェンスの最上部に当たってからフェアゾーンのスタンドに入っていれば、判定通り本塁打だった。
  - 横浜スタジアムでは2013年からフィールドシートを設置しているが、2017年までは防球ネットを設けていなかった。現に、ファウルライン付近のフェアゾーンで跳ねた打球が、フィールドシートに入ることによってエンタイトル二塁打と判定される事例も発生。しかし、スポーツ以外のイベントで使用する場合に取り外せる防球ネットを設置した2018年から、その可能性が極めて低くなっていた。
- 2018年シーズン終了時点で、NPB12球団の本拠地球場としては唯一、クライマックスシリーズを本拠地球団のホームゲームとして開催したことがなかった[注 29]。レギュラーシーズンを2位で終えた2019年に、同シリーズ史上初めて3位球団（阪神）とのファーストステージをDeNAのホームゲームとして開催している。
- 2019年のDeNA主催公式戦では、外国人選手の放った打球（記録上はいずれも本塁打）がスコアボードを直撃する事態が、2度にわたって発生した。
  - 8月10日の対中日ドラゴンズ戦では、4回表に中日のダヤン・ビシエドがDeNAの石田健大から放った打球が、スコアボード上のスクリーン（ビジターチームの横にある広告スペース）に組み込まれた液晶パネルに直撃。その影響でパネルが変形した。
  - 9月11日の対巨人戦では、2回裏にDeNAのネフタリ・ソトが巨人の桜井俊貴から放った打球が、7回裏のスコアを表示するスペースを直撃。当該スペースは2回裏が終了するまで表示ができなくなったものの、実際には裏側の配線が外れただけで、4回表から復旧した[79][80]。
- バックネット裏のスタンドの最上段には、ニッポン放送が横浜ベイスターズの本拠地時代に小さなプレハブ小屋（同球団主催試合ラジオ中継用のサブ放送席）を設置。2013年の改修工事では、（他局を含む）ラジオ中継用のブースが、バックネット裏のグラウンドレベルから最上段に移された。もっとも、2018年までは、このスペースと1階（グラウンド）の間の移動に利用できる手段が階段しかなかった。階段は合計130段で、スタンドの急な勾配に合わせて設けられているため、ラジオ中継の関係者はグラウンドから中継ブースへの移動を「山登り」と称していた。2018年末の改修工事では、1階とスタンド最上段を直結するエレベーターを新設することによって、移動の簡便化を図っている[81]。
- 2020年のレギュラーシーズン開幕前には、無観客で練習試合が組まれた。このとき、DeNAは全試合ビジターである楽天・日本ハムに配慮して両チームとの試合をDeNA先攻とした。楽天戦では、本拠地では異例となるサヨナラ負けを喫した[注 30]。
- 2020年のNPBレギュラーシーズン開幕当初は、新型コロナウイルス感染拡大の影響で、DeNAのホームゲームが6月28日の対阪神戦（ナイトゲーム）まで無観客で9試合（3カード）開催されていた。DeNA球団ではホームゲームを盛り上げるために、ファンから顔写真と直筆のメッセージを募集。ホームゲームを開催する度に、顔写真とメッセージを入れた応援パネルを、内野席におよそ5,000枚設置していた[82]。さらに、上記の影響でセ・パ交流戦が中止されたことを背景に、広島との開幕カード（6月19  - 21日）では「おうちで交流!OB解説つき!オンラインハマスタ」（交流戦の冠スポンサーである日本生命との共同企画）を開催。Zoomを通じて有料のオンラインイベントへ参加していたDeNAファンから希望者を募った上で、試合前や7回表の終了後に、該当者のライブ動画をスコアボードのメインビジョンへランダムに映し出す企画も実施していた[83]。花火を打ち上げる演出については、打ち上げ場所を無人のスタンドへ変更した上で、この期間にも続けられていた。
- 前述したように、NPBの球団が本拠地として使用する屋外球場としては1990年代から狭い部類に入っていることから、当スタジアムでの試合では場外本塁打が出やすい。横浜大洋→横浜→DeNAが主催するレギュラーシーズンの公式戦では、1979年の対阪神戦におけるリロイ・スタントン（阪神）を皮切りに、田代富雄、ジョーイ・マイヤー（いずれも横浜大洋）、レオン・リー（横浜大洋・ヤクルト）、グレン・ブラッグス、鈴木尚典、タイロン・ウッズ、村田修一（いずれも横浜）、梶谷隆幸、筒香嘉智、ホセ・ロペス、ネフタリ・ソト、オースティン（いずれもDeNA）、リック・ランセロッティ（広島）、松井秀喜、阿部慎之助（いずれも巨人）、岩村明憲、ウラディミール・バレンティン（いずれもヤクルト）、アロンゾ・パウエル、ディンゴ、レオ・ゴメス、ソイロ・アルモンテ（いずれも中日）、トニ・ブランコ（中日・DeNA）、セシル・フィルダー、広澤克実、金本知憲、クレイグ・ブラゼル、中谷将大、佐藤輝明（いずれも阪神）、山﨑武司、カルロス・ペゲーロ、ゼラス・ウィーラー、ランディ・ルイーズ（いずれも楽天）、ウィリー・モー・ペーニャ（オリックス）、マイカ・ホフパワー（日本ハム）、ジミー・パラデス（ロッテ）などが場外本塁打を放っている[84][85]。ちなみに、フィルダーとバレンティンとゴメスは1試合中に2本の場外本塁打[86]、ウッズと松井とブランコとレオンとソトは複数の試合で（ブランコは中日とDeNA、レオンは横浜大洋とヤクルトで1本ずつ）場外本塁打をマーク。投手では、バルビーノ・ガルベス（巨人）やコルビー・ルイス（広島、所属球団はいずれも場外本塁打の記録時）も名を連ねている。
  - 1989年8月13日の横浜大洋対阪神戦では、フィルダーが放った3本の本塁打のうち、2本の打球が場外へ到達。そのうちの1本の打球は、場外の公園の上空を通過した末に、公園奥の道路へ落下した[85]。
  - 2013年4月29日の横浜対ヤクルト戦では、バレンティンが放った3本の本塁打のうち、2本の打球が場外へ到達。場外本塁打の推定飛距離は、2回表にレフトスタンドの上空を飛んだ1本目が150m、8回表にバックスクリーン左側の上空を飛んだ2本目が160mであった[86]。2本目の場外本塁打を放った打席の直前には、場外の警備員が通行人に対して、「バレンティン選手が打席に入っていますので、打球に気を付けて下さい!」と拡声器で注意を呼び掛けていたという[87]。
  - 2003年6月8日の横浜対巨人戦では、右打者のウッズが、左投手の工藤公康から右中間の場外に推定飛距離160mの本塁打を放った。
    - 厳密には「場外本塁打」ではないものの、翌2004年4月6日の対阪神戦で伊良部秀輝から本塁打を放った際には、打球がスコアボードの最上段を直撃。打球が直撃した箇所は、その影響で破損した[84]。同年9月21日の対巨人戦3回裏の打席で佐藤宏志から放った打球は、レフト照明塔下部の鉄柱に当たった勢いで大きく跳ね上がった末に、レフトスタンドへ落下している。

  - 2007年5月27日の横浜対楽天デーゲームで山崎が放った本塁打（推定飛距離約145m）は、当日に左中間の場外で開催されていた「横浜開港記念バザー」の会場まで飛んだ末に、場内の露店で売られていた「キュアアクア」（『Yes!プリキュア5』のメインキャラクターの一つ）のお面を直撃。お面にへこみは生じたものの、破損は免れた。
  - 2021年4月9日のDeNA対阪神戦6回表に佐藤が国吉佑樹からソロ本塁打を放った際には、ライトスタンドの最上段に掲げられている「鳩サブレー」の看板の上空を打球が通過した末に、場外の通路へ落下した（推定飛距離140m）[85]。「鳩サブレー」の製造元である豊島屋は、この年に阪神へ入団したばかりの佐藤へ敬意を表するべく、DeNAファンの久保田陽彦社長が佐藤に対して「鳩サブレー」を贈呈した[88]。
    - 2021年5月7日の対DeNA戦でも、4回表に中川虎大から放った打球（ドラフト制度が導入された1965年以降にNPBの球団へ入団した新人選手では村田修一を凌ぐ歴代最速のレギュラーシーズン10号本塁打）がライトスタンドの最上段で跳ね上がった挙句、真上に設置されている広告看板に当たった[89]。この事態を受けて、翌8日開催の同カードからは、佐藤が打席へ入るたびに外野後方の警備スタッフが「ただいま阪神の佐藤選手の打席です。打球が場外まで飛ぶことがございますので、御注意下さい」とのアナウンスを流している[90]。
    - 上記の2本の打球が通過・直撃した地点はライト側の照明灯付近で、当時は、日産自動車が（電気自動車の自社開発にちなんで）「規格外の挑戦を」というフレーズの看板を照明灯の支柱部分へ垂直方向に掲出していた。

  - 2024年は当初、第77回高校野球関東秋季大会の会場として決定していた[注 31][91]。しかし、DeNAがクライマックスシリーズへの出場を決めたため、10月11日の抽選会にて横浜スタジアムでの開催試合を準決勝・決勝戦のみに絞ることになった[注 32]。ところが、10月21日にDeNAのクライマックスシリーズ優勝と日本シリーズ出場が決まったため、準決勝・決勝の会場を未定に変更。結局、日本シリーズが第6戦まで続いたため保土ヶ谷球場に変更して開催することになった。

## これまでに起きた新球場建設の動き
近年は横浜スタジアムに替わる新球場建設の動きも見られた。

### 新鶴見操車場跡地の利用
1990年代の初めには近郊の新鶴見操車場跡に新球場を建設することを目指し入札手続の準備を進めたが、入札に参加しなかったためそれが頓挫したこともあったといわれている。

### 横浜ドーム構想
横浜ベイスターズ（横浜大洋ホエールズ）が、この球場を本拠地としてから初めて本格的な優勝争いに加わった1997年から優勝した1998年にかけて、横浜スタジアムの来場者数は劇的に増加した。特に1998年はゴールデンウィーク以降、どの対戦カードも公式発表で2万人を超える入場があり、当日券発売なしの試合も珍しくなかった。このため、チケットを買いそびれたファンからは横浜スタジアムの収容観客数の少なさが叫ばれ、入場できたファンからも施設内の狭さに対する不満が続出した。これに乗じた高秀秀信横浜市長（当時）は、みなとみらい地区（60・61街区）に多目的ドームを前提とした新球場建設を提案し、横浜商工会議所等の地元経済団体も呼応する動きを見られた。
しかし、大阪ドーム（現：京セラドーム大阪）など他都市で多目的ドームの経営失敗例が生じたことや、横浜アリーナ等の既存施設と使用目的が競合することなどから、それ以上の具体的な進展は見られなかった。加えて、2000年代に入るとベイスターズの成績がふたたび低迷し観客数も減少。さらに、主唱者であった高秀が2002年市長選に敗れて退陣し、新市長に就任した中田宏によって横浜市が不要不急な公共事業を凍結する政策に転換したこともあり、新球場構想は頓挫した。
その後、高秀の構想によって新球場建設予定地と目されていた西区みなとみらい6丁目（みなとみらい地区60・61街区）の広大な空き地は、日産自動車との定期借地によりJリーグ・横浜F・マリノスの練習場・クラブハウス（マリノスタウン）、ならびに横浜市の横浜みなとみらいスポーツパーク（管理・運営は（財）横浜市スポーツ振興事業団）となった。
その後、中田の国会議員への転身による市長の林文子への交代や、横浜ベイスターズ売却問題をきっかけに、2011年2月「横浜ドームを実現する会」が再編された。経済界から300社近くの賛同が得られているとされる。2012年秋をめどに運営会社を設立する方針であると報じられた。
「横浜ドームを実現する会」は2014年7月、ドーム球場の開発候補地としてみなとみらい地区60・61街区（前述の通り過去に新球場の建設予定地となったことがあり、現在あるマリノスタウンおよびスポーツパークの借地契約は2016年で満了）と山下埠頭の2箇所を挙げ、それぞれの開発地において実際に開発したと仮定した場合のCGによる完成予想図を作成した。前者の案ではショッピングモールを併設、後者の案ではカジノやホテルなどを誘致し統合型リゾート (IR) として開発する（「山下埠頭#再開発構想」も参照）としている。いずれのケースも開閉式屋根でグラウンドは天然芝である。
なお、2016年1月時点で横浜DeNAベイスターズは横浜ドーム計画には関与しておらず、前述のように運営会社の買収・スタジアムの大規模な改修を行った上で、引き続き横浜スタジアムを本拠地とする姿勢を示している。そして、ドーム計画が進まない中、同年12月には横浜スタジアムが2020年東京オリンピックの野球・ソフトボールの競技会場に決定され、大規模改修の具体化に動くことになった。

## 事件・事故関連・不祥事
- 審判集団暴行事件（1982年8月31日） - 阪神タイガースのコーチによる審判への抗議が、複数のコーチによる集団暴行へ発展した事件。
- 2009年8月27日の横浜対阪神18回戦の8回表（阪神の攻撃中）に、右中間の外野席で泥酔していた観客が警備員の制止を振り切りながらライトスタンド（右中間寄り）のフェンス（高さ1メートル）を乗り越えたところ、5メートル下のグラウンドに転落。転落の際に頭を強打していたため、意識不明のまま横浜市内の病院に搬送されたところ、2日後に死亡した[99]。死因は「落下時に生じた脳挫傷や頭蓋内の出血」とされているが、観客席からの転落による死亡事故は、1978年のスタジアム開設以来初めてであった。なお、試合自体は2分間の中断を経て再開されている。
- 2022年7月30日午前3時頃に、場外（横浜公園前）の市道で乗用車同士による衝突事故が発生。1台のワゴン車が車止めを倒したあげく、バックネットの裏側にある個室観覧席の入口に衝突したため、入口付近の外壁が大破したほか、入口のガラス戸にひびが入った。もっとも、乗員の2人は軽傷で、DeNAのチーム活動にも影響は出なかった[100][101]。
  - 横浜スタジアムでは前日（29日）からDeNA対巨人の3連戦が組まれていたが、巨人のチーム内で7月中旬から新型コロナウイルスの大量感染（クラスター）が発生している影響で、巨人からの申し入れによって3連戦の開催を延期することを29日までに決定。上記の事故が発生した30日には、試合延期の決定を受けて、DeNAがスタンドへ観客を入れずに17:00からナイター練習を実施した。

## 交通機関
- 東日本旅客鉄道（JR東日本）根岸線
  - 関内駅 南口より徒歩2分
  - 石川町駅 北口より徒歩5分
- 横浜市営地下鉄ブルーライン 関内駅 1番出入口より徒歩5分
- 横浜高速鉄道みなとみらい線 日本大通り駅 横浜スタジアム口より徒歩3分
- 横浜市営バス 横浜スタジアム前停留所

## ギャラリー

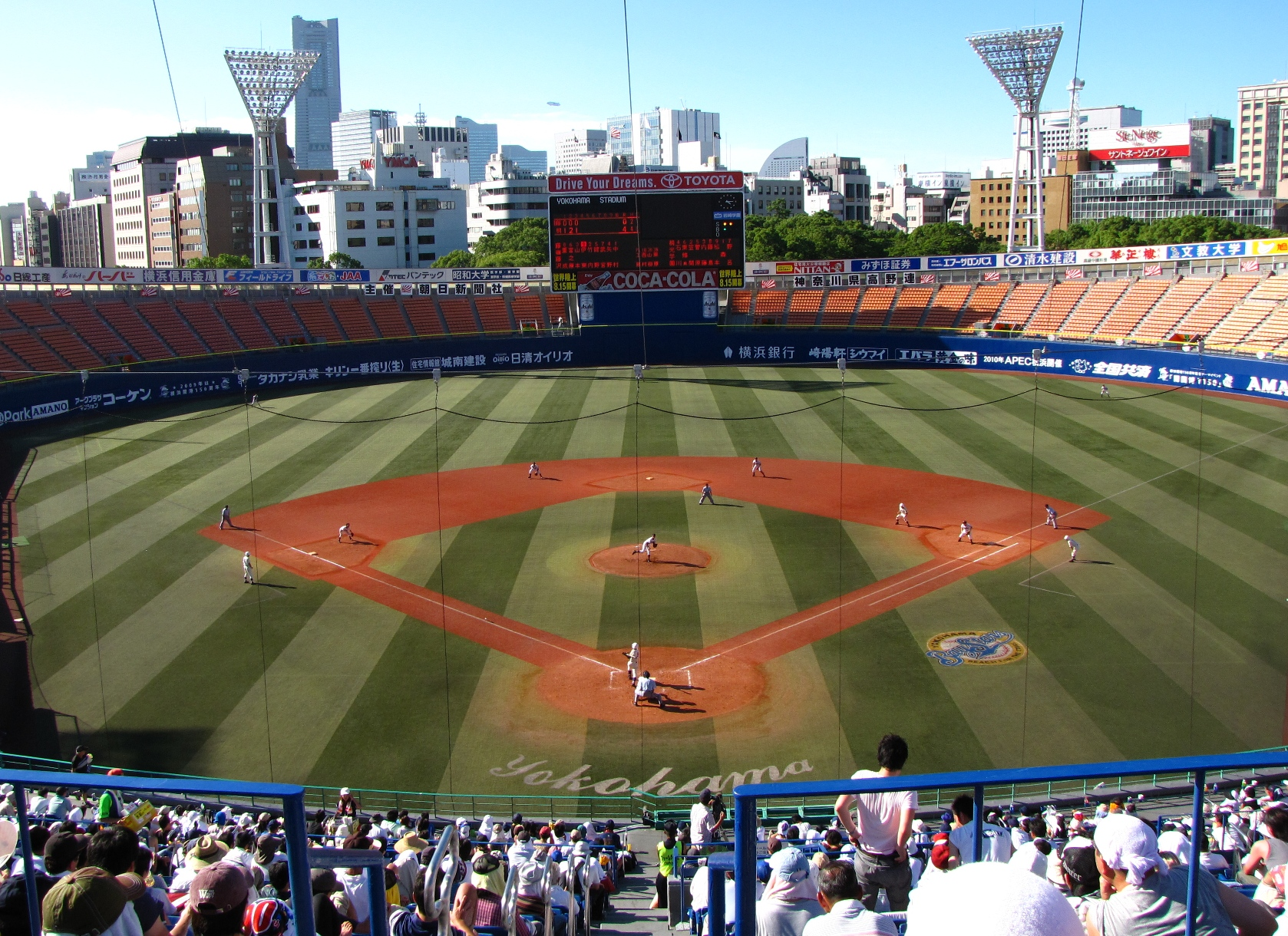
全国高等学校野球選手権神奈川大会
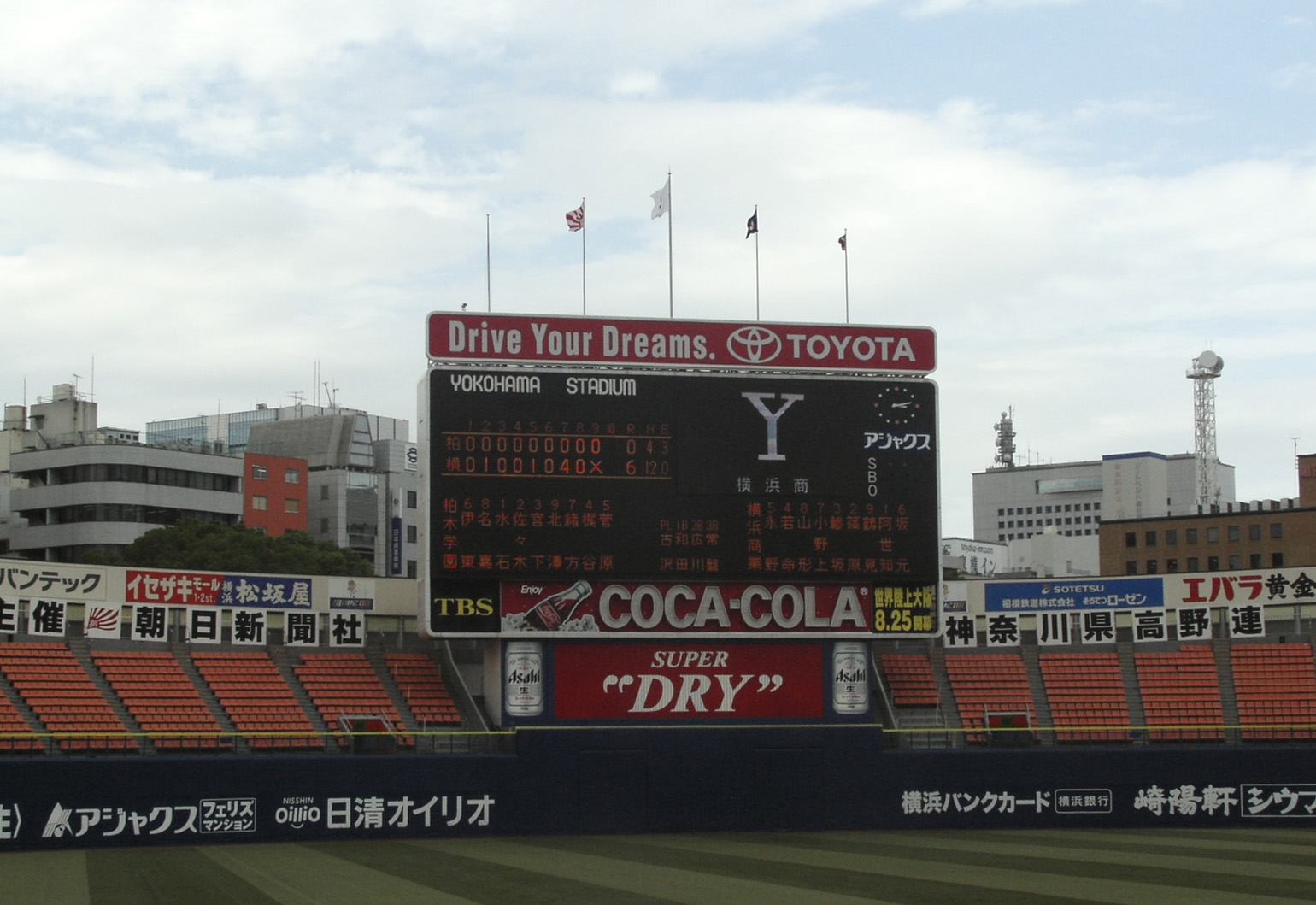
デーゲーム・スコアボード（三代目）
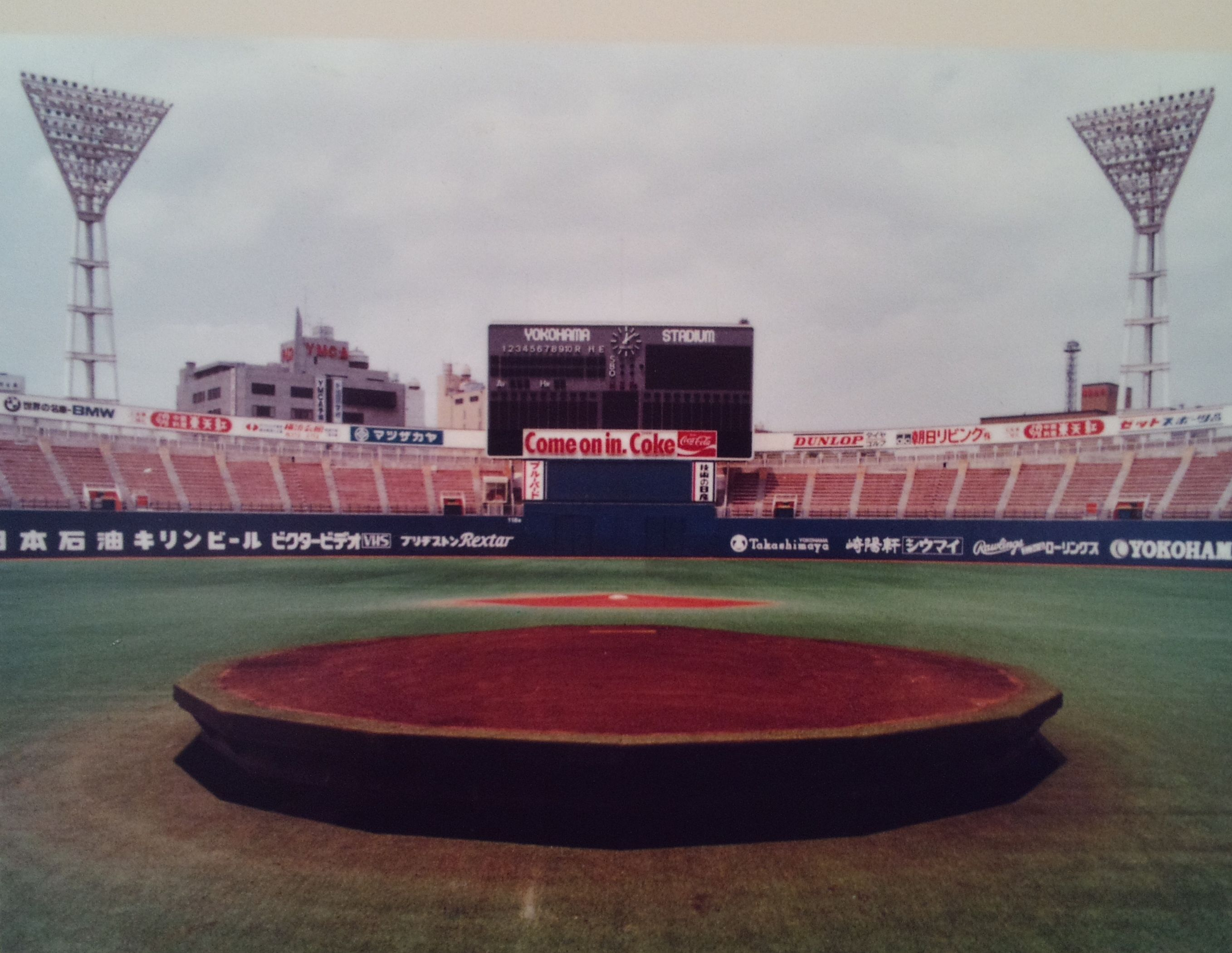
昇降式のマウンドと初代スコアボード
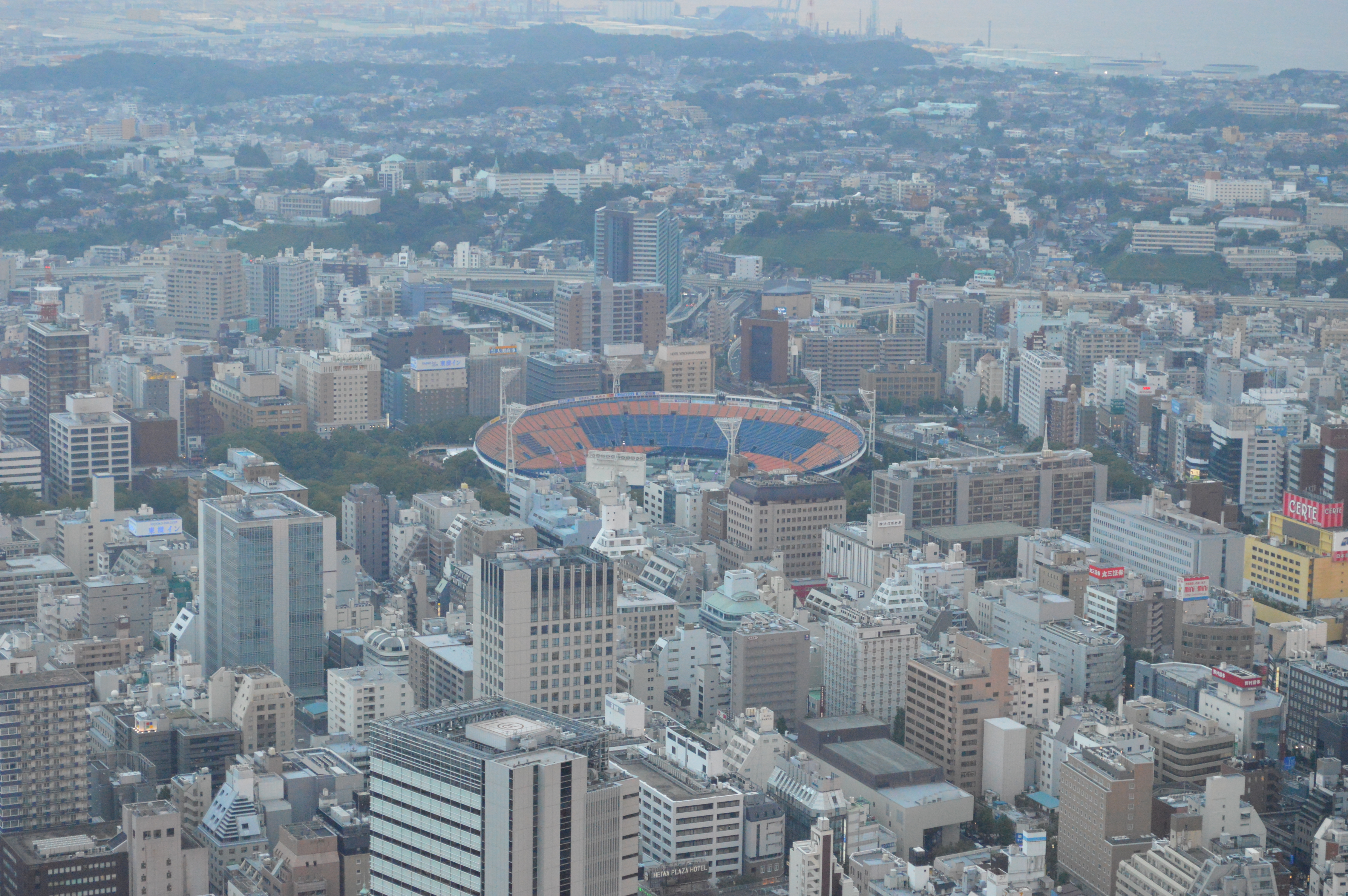
横浜ランドマークタワー69階の展望台（スカイガーデン）からの眺め